# Cinisello Balsamo
Cinisello Balsamo (distintamente Cinisell, AFI: [tʃiniˈzɛl], e Bàlsom, AFI: [ˈbɑːlsum] in dialetto milanese) è un comune italiano di 75 121 abitanti della città metropolitana di Milano in Lombardia. Si è formato nel 1928 dall'unificazione dei due distinti comuni di Cinisello e Balsamo, che individuano ancora oggi i due principali quartieri della città. Fa parte del territorio del Nord Milano.

## Geografia fisica

### Territorio
Il comune sorge nell'alta pianura lombarda, a 154 m s.l.m., al margine meridionale della Brianza. Il territorio comunale è per la quasi totalità urbanizzato, ad eccezione della zona sud-ovest compresa nel Parco Nord Milano e della zona agricola a nord a ridosso della Tangenziale Nord. Facente parte dell'area urbana della Grande Milano, confina con Sesto San Giovanni, Monza, Bresso, Muggiò, Nova Milanese, Cusano Milanino e Paderno Dugnano; non confina direttamente con Milano, poiché è separato da una sottile area di parco urbano (una parte del Parco Nord Milano) compresa fra i comuni di Sesto San Giovanni e Bresso.
Storicamente entrambi i comuni erano caratterizzati dalla presenza di una massiccia distesa boschiva, testimoniata fra l'altro dall'intitolazione della chiesa di Sant'Ambrogio a Cinisello, detta appunto ad nemus, ossia tradotto dal latino nel bosco. Ancora da un censimento effettuato nel 1781 risulta che Balsamo possedesse 62 pertiche milanesi di bosco, mentre Cinisello 43.

### Clima
Il clima di Cinisello Balsamo è di tipo continentale, con inverni generalmente freddi ed estati calde e umide, decisamente afose e poco ventilate. Durante l'estate sono però possibili giornate tiepide e temporalesche (condizioni normalmente legate a peggioramenti da ovest) che attenuano temporaneamente la calura.
Dal punto di vista legislativo il comune di Cinisello Balsamo ricade nella Classificazione climatica E in quanto i Gradi giorno della città sono 2404, dunque il limite massimo consentito per l'accensione dei riscaldamenti è di 14 ore giornaliere dal 15 ottobre al 15 aprile.

## Origini del nome
Cinisello (in origine Cinixellum) deriverebbe il proprio toponimo da Cinis Aelli, traducibile come la cenere degli Elli, in riferimento a un'ipotetica famiglia di origine romana, che qui avrebbe trovato sepoltura. Balsamo (in origine Balxamum e Balsemum) deriverebbe invece da un'antica famiglia nobiliare milanese del X secolo, che avrebbe dato a partire dall'XI secolo il toponimo Balsamo al territorio corrispondente.

## Storia

### Dalle origini all'unificazione
Le origini di Cinixellum e di Balsemum risalgono a oltre 2.000 anni fa, al tempo in cui le legioni romane conquistarono la Gallia Transpadana. Le mappe antiche mostrano infatti le tracce della centuriazione romana: il cardo e il decumano massimo, i due assi principali della centuriazione, si incrociavano dove oggi sorge la chiesetta di Sant'Eusebio. Per tredici secoli questo rimase il centro della vita civile, sociale e religiosa della comunità di Cinixellum. Il villaggio di Balsemum si sviluppava invece circa tre miglia più a sud-est di questo. A Sant'Eusebio sono state rinvenute lapidi pagane del IV secolo e nella chiesetta sono tuttora conservate testimonianze del V secolo. In epoca longobarda, dopo la morte della regina Teodolinda, probabilmente verso la metà del VII secolo, i contadini vi costruirono la chiesetta dedicata a sant'Eusebio, usando materiali poveri secondo la disponibilità del luogo: ciottoli, fango e lastre di pietra di epoca romana.
Cinixellum e Balsemum appartenevano alla pieve di Desio, da dove giungevano i sacerdoti per celebrare la Messa e amministrare i Sacramenti. A partire dalla seconda metà del XII secolo tuttavia i contadini di Cinixellum si iniziarono a stabilire all'incirca un miglio più a sud della Chiesetta di Sant'Eusebio, costruendo le proprie case attorno a una vasta area che sarebbe poi divenuta la piazza principale.
Alla fine del XV secolo il nuovo insediamento rurale di Cinisello si dotò di una parrocchiale, la futura chiesa di Sant'Ambrogio, realizzata rialzata su un terrapieno per ripararla dalle acque stagnanti. Dal 1630 al 1632 la peste flagella il Ducato di Milano: a Cinixellum su una popolazione di 650 abitanti ne periscono 73. Al termine della pestilenza, il parroco don Francesco Solari e la comunità, in segno di ringraziamento, decisero di costruire una nuova chiesa, più grande, in forme barocche, al posto della precedente. Dalle risposte ai 45 quesiti della real giunta del censimento del 1751 emerge che il comune di Cinisello contava circa 1.300 abitanti; al successivo censimento (Statistica anime Lombardia) del 1771 raggiungeva invece quota 1.624 abitanti. Dalle risposte ai 45 quesiti della real giunta del censimento del 1751 risulta che Cinisello fosse amministrata da un console, un sindaco e due consiglieri rappresentanti del popolo, scelti dal console e dal sindaco. Questi due rappresentanti avevano il compito di sovrintendere al buon regolamento di tutti li affari della comunità e godevano della facoltà di controllo, riconoscimento, sottoscrizione e vidimazione dei riparti delle pubbliche gravezze. Non vi era un cancelliere, e in occasione della compilazione dei riparti veniva assunto un ragionatto da Milano, incaricato dei conti. La riscossione delle imposte in questo modo stabilite veniva affidata ad un esattore nominato ogni tre anni. Dal punto di vista della giurisdizione faceva capo al podestà di Desio, al quale si doveva versare un apposito corrispettivo per i servizi offerti. Nel 1786, in concomitanza col nuovo compartimento territoriale della Lombardia austriaca Cinisello e Balsamo, vennero incluse nella provincia di Milano, pur rimanendo ancora nella pieve di Desio.
Nel 1805, in età napoleonica, secondo il nuovo censimento indetto Cinisello veniva considerato comune di III classe, contando 1.688 persone. Il 4 novembre 1809, Cinisello e Balsamo, iscritti entrambi nel Dipartimento d'Olona con capoluogo Milano, dopo essere passati dal Distretto di Desio al Distretto di Monza, vennero uniti insieme in un unico comune chiamato Cinisello, con unita frazione di Balsamo. Al momento dell'aggregazione fra Cinisello e Balsamo, il nuovo comune dato dalla somma dei precedenti raggiungeva le 2.887 unità. Tuttavia subito alla caduta di Napoleone i balsamesi rivendicarono la propria autonomia municipale, che venne immediatamente accolta dal nuovo governo asburgico. Secondo la notificazione del 23 giugno 1853 Cinisello contava 2.609 abitanti; in concomitanza con l'unione temporanea delle province lombarde al Regno di Sardegna, nel 1859, 2.668. A partire dal censimento successivo, operato all'indomani dell'Unità d'Italia, nel 1861, i dati sulla popolazione vengono monitorati costantemente con cadenza decennale.
Balsamo si dotò di un municipio nel 1893, grazie alle donazioni di Benedetto Confalonieri, un ricco proprietario balsamese; fino ad allora erano stati infatti utilizzati per le funzioni amministrative alcuni locali privati messi a disposizione di volta in volta da assessori o sindaci. A Cinisello un municipio venne eretto invece solo nel 1911, in sostituzione delle precedenti sedi nei locali di Villa Arconati Visconti Arese prima e di Villa Ghirlanda Silva dopo. A volerlo fu il defunto sindaco Natale Confalonieri, che ne fece dono alla cittadinanza: in sua memoria gli sarebbe stata dedicata la piazza antistante.
Interessante il raffronto nei vari censimenti operati dal 1861 al 1921 fra la popolazione di Cinisello e quella di Balsamo, considerate unitamente solo a partire dal censimento del 1931, primo dopo l'unificazione. La differenza di popolazione, inizialmente dell'ordine di qualche centinaio di abitante, a seguito della crescita demografica dei due comuni si fa nettamente maggiore per Cinisello, che subisce un maggiore sviluppo, malgrado comunque la crescita di Balsamo, favorita dalla vicinanza con Sesto e le sue industrie.
Il 5 ottobre 1924 il sindaco di Cinisello Emilio Baj Macario in occasione della IV edizione della Coppa Baracca, al Campo di Aviazione Clerici, rinviata all'indomani per maltempo conferì la cittadinanza onoraria a Benito Mussolini.

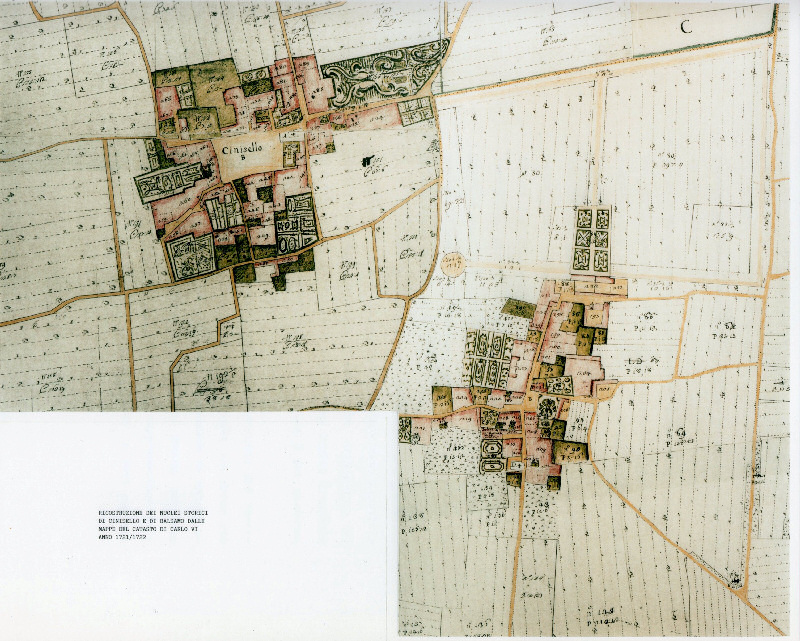
Ricostruzione degli abitati di Cinisello e Balsamo dalle mappe del Catasto di Carlo VI (1721-1722).

#### L'unificazione
Cinisello e Balsamo, ancora borghi agricoli, vennero nuovamente accorpati in via definitiva il 13 settembre 1928, provvedimento formalmente preceduto dalla riunificazione delle due locali sezioni fasciste. L'unificazione venne accolta come un'imposizione dall'alto, e fu particolarmente mal tollerata dagli abitanti di Balsamo, discriminati in particolare nella sede municipale, che veniva trasferita a Cinisello. Il commissario prefettizio appena insediatosi, conte Ferdinando Lalli, si impegnò personalmente nella causa, rivolgendosi con un appello affisso nelle pubbliche piazze a tutti i cittadini, sostenendo che l'unificazione avrebbe consentito un netto miglioramento delle condizioni sociali ed economiche dei due centri. Il conte Ferdinando Lalli assolse pienamente ai suoi compiti, per quanto si sarebbe comunque dovuto aspettare diversi decenni prima che le rivalità fra Balsamo e Cinisello si fossero appianate del tutto. Al commissario prefettizio subentrò così Alberto Monti, già podestà di Balsamo (1926-1928); a ricordo simbolico dell'unione dei due comuni donò alla città una lapide commemorativa, posta nell'atrio del Palazzo Comunale di piazza Confalonieri. La lapide, alla caduta del fascismo, sarebbe stata distrutta dalla popolazione.
Il 4 novembre 1931 fu una data particolarmente significativa per il neonato Comune di Cinisello Balsamo: alla presenza del podestà Alberto Monti e del senatore Innocenzo Cappa, oratore ufficiale, venne inaugurato l'acquedotto cittadino, il campo sportivo (alle spalle dell'acquedotto, della Scuola Cadorna e del Municipio), oltre all'avvio dei lavori per la realizzazione della rete fognaria e della nuova strada comunale che avrebbe unito Cinisello e Balsamo, queste ultime inaugurate il 28 ottobre 1932, in occasione del decimo anniversario della Marcia su Roma.
Ancora negli anni trenta l'abitato cittadino dei due centri si concentra attorno ai nuclei storici di Cinisello (piazza Vittorio Emanuele e la chiesa di Sant'Ambrogio) e di Balsamo (il santuario di San Martino). Tuttavia già a partire da quegli anni Balsamo, più vicina a Sesto andava abbandonando il proprio carattere prettamente agricolo, ritrovandosi con una popolazione più spiccatamente operaia. La realizzazione di nuovi quartieri ad opera delle cooperative costruttrici non andò comunque ad alterare il tessuto cittadino, che si mantenne pressoché coerente ed omogeneo fino all'indomani della guerra. A partire infatti dall'inizio degli anni cinquanta si assistette a uno stravolgimento totale dell'identità e delle caratteristiche fisiche dei due borghi, dovuto alla fortissima immigrazione che interessò Milano e tutto il territorio che la circondava.

#### Il grande sviluppo edilizio

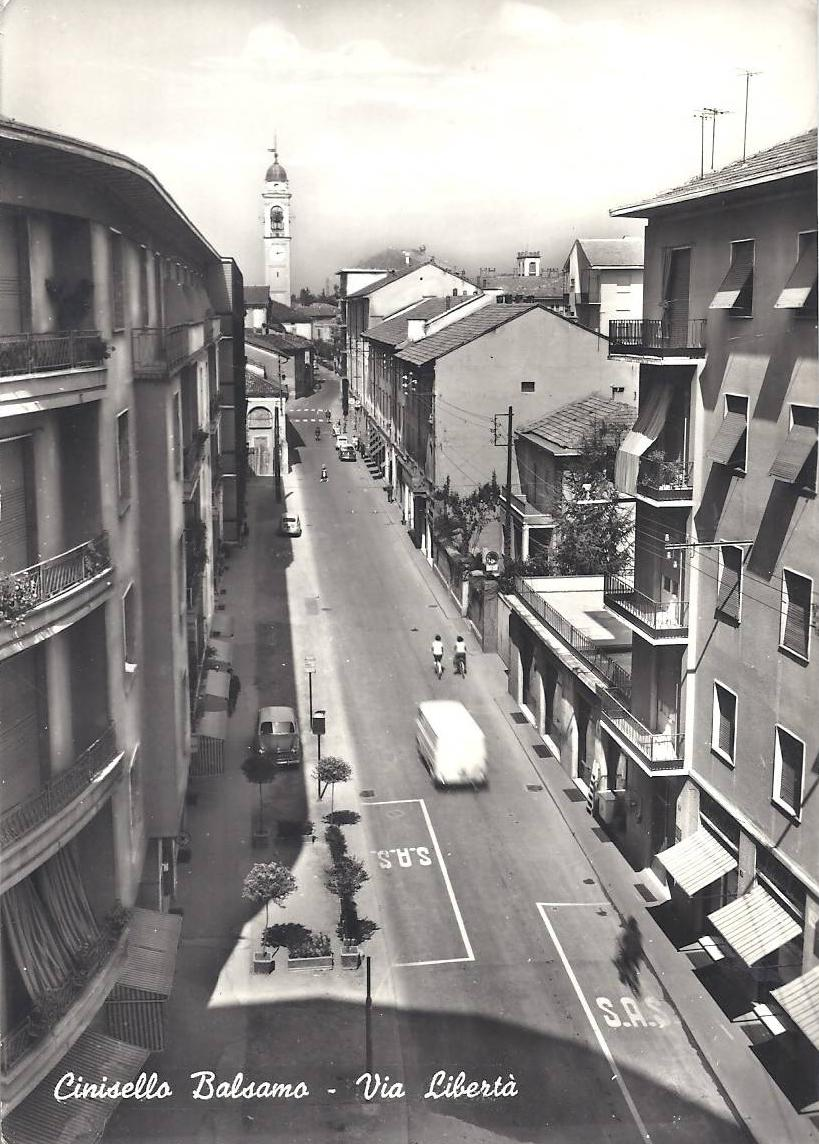
Via Libertà negli anni Cinquanta, con le fermate della SAS (Società Autolinee Sestesi)

Il nucleo storico di Cinisello negli anni sessanta

La vicinanza con le grandi industrie milanesi e le grandi fabbriche di Sesto, spingeva infatti sempre più persone che vi trovavano occupazione o vi cercavano lavoro a insediarsi a Cinisello Balsamo. Il tessuto cittadino, caratterizzato da architetture povere e di carattere rurale (con le tipiche vecchie case a corte), venne quasi interamente sostituito da nuove tipologie abitative. Nei piccoli appezzamenti terreni ricavati dalla lottizzazione del giardino e dei possedimenti annessi a Villa Casati Stampa si andarono a formare perlopiù piccole palazzine e villette, analogamente a quanto stava avvenendo ancora lontano dal centro abitato nel sobborgo di Borgo Misto. Lungo l'asse di via Libertà andò a formarsi una cortina abbastanza omogenea di nuovi edifici da 4-5 piani, mentre tutt'attorno le vecchie abitazioni cominciavano a cedere il passo alle nuove edificazioni. Successivamente il tessuto cittadino divenne sempre più disomogeneo, con una crescita abbastanza incontrollata dei nuovi insediamenti: localmente sorsero alti palazzoni assolutamente fuori scala e fuori contesto, in un tessuto ancora di tutt'altro tipo. Nuove edificazioni intensive si concentrarono lungo il viale Fulvio Testi, presso gli attuali quartieri di Crocetta e Villa Rachele; insediamenti popolari vennero realizzati ai margini settentrionali della città, presso Sant'Eusebio. All'edilizia libera e pubblica si affianca fortemente quella di cooperativa, che già nei decenni precedenti aveva partecipato attivamente allo sviluppo edilizio in città.
Nel 1971 la piazza Gramsci, la piazza centrale di Cinisello, perse la storica sistemazione che le aveva dato il soprannome de la Perla, per via del doppio ovale alberato da cui era caratterizzata. Al suo posto venne realizzata una nuova piazza, caratterizzata da strutture in cemento (fra cui l'anfiteatro centrale) e da giardini. Gli anni settanta furono poi contraddistinti da un'intensa attività di demolizione di gran parte del vecchio tessuto cittadino, venutosi a trovare ormai sconnesso e inadeguato all'interno della città (titolo di cui Cinisello Balsamo si fregiò nel 1972). Nel 1972 venne demolita Villa Pecchio Orsini Protti a Balsamo, nel 1973 si procedette alla demolizione delle due corti fatiscenti comprese fra la via Cadorna e via Martinelli, ritardate di alcuni mesi per via delle riprese del film Delitto d'amore, qui girato da Luigi Comencini. Degli stessi anni le demolizioni in via Mariani, ricordata un tempo per il fatto di poter essere percorsa interamente, da piazza Soncino a piazza Italia, passando per i solai dei vecchi edifici. A Cinisello proseguono le demolizioni cominciate negli anni sessanta, che sanciscono la definitiva scomparsa della Villa Lampugnani De Ponti.
Gli anni settanta furono tuttavia anche gli anni in cui l'amministrazione comunale, guidata dal sindaco Enea Cerquetti, intervenne nella vita sociale e amministrativa della città, con l'inaugurazione nel 1971 del nuovo palazzo comunale, in costruzione come ampliamento del precedente municipio già dal 1969, e nel 1973 del palazzetto dello sport Salvador Allende, inaugurato il 12 novembre 1973 con uno speciale concerto dell'orchestra del Teatro alla Scala di Milano. Nel 1974 dopo una lunga contrattazione con la famiglia Cipelletti - proprietaria dell'immobile dal 1926 - il Comune ebbe la meglio su Villa Ghirlanda Silva, trasformata in centro culturale civico, acquisita insieme al suo parco, che venne reso pubblico.
Negli anni ottanta Cinisello Balsamo continua a crescere, raggiungendo un picco massimo di oltre 80.000 abitanti nel 1981. La superficie comunale arriva a un punto di quasi totale saturazione. Le uniche due aree risparmiate sono le ex aree agricole a sud della città, costituitesi come Parco Nord negli anni settanta e le aree a nord, attualmente comprese nel Parco del Grugnotorto.
A partire dagli anni novanta comincia per la città una stagione di rinnovamento, caratterizzata in particolare dal rifacimento della nuova piazza Gramsci, dai progetti inerenti alla riqualificazione di Balsamo, col restauro della Villa Di Breme Gualdoni Forno e il rifacimento della piazza Soncino, e dall'arrivo della metrotramvia in città (2008).
Nel 1999 il Comune aveva infatti indetto un concorso per il rifacimento della piazza Gramsci, vinto poi da Dominique Perrault. La nuova piazza, quasi interamente pedonale, si caratterizza per un'area alberata, nella sua parte centrale sud-orientale e per la particolare tonalità abbagliante (bianca) dei materiali con cui è realizzata (porfido, cemento e marmo). Un rifacimento totale dell'arredo urbano accompagnato da una riconfigurazione totale degli spazi è avvenuta inoltre lungo il percorso della nuova metrotranvia, in particolare lungo la via Libertà e la via Frova, interamente ridisegnate e rese a traffico limitato.

### Simboli

Il gonfalone cittadino

Lo stemma e il gonfalone sono stati concessi con DPR del 19 maggio 1950.
Stemma
Lo stemma della città oggi racchiude quelli dei due comuni uniti. Lo stemma è costituito da un partito (in araldica, uno scudo diviso verticalmente in due parti uguali), alla cui destra araldica (la sinistra per chi guarda) presenta in campo rosso le figure incrociate del pastorale e della spada, simbolo di Balsamo, segno che quel territorio fin dall'XI secolo era sotto la giurisdizione degli arcivescovi di Milano. La seconda metà dello scudo reca in campo azzurro il leone rampante coronato e una croce patriarcale in campo azzurro, simbolo di Cinisello, stando a significare che quelle terre, già proprietà di un certo Lanfranco della Pila, erano in seguito state lasciate in eredità all'Ospedale di San Simpliciano di Milano.
Gonfalone

## Monumenti e luoghi d'interesse
Nel 2022 l'ISTAT ha dichiarato Cinisello Balsamo "città turistica".

### Architetture religiose

#### Chiese cittadine

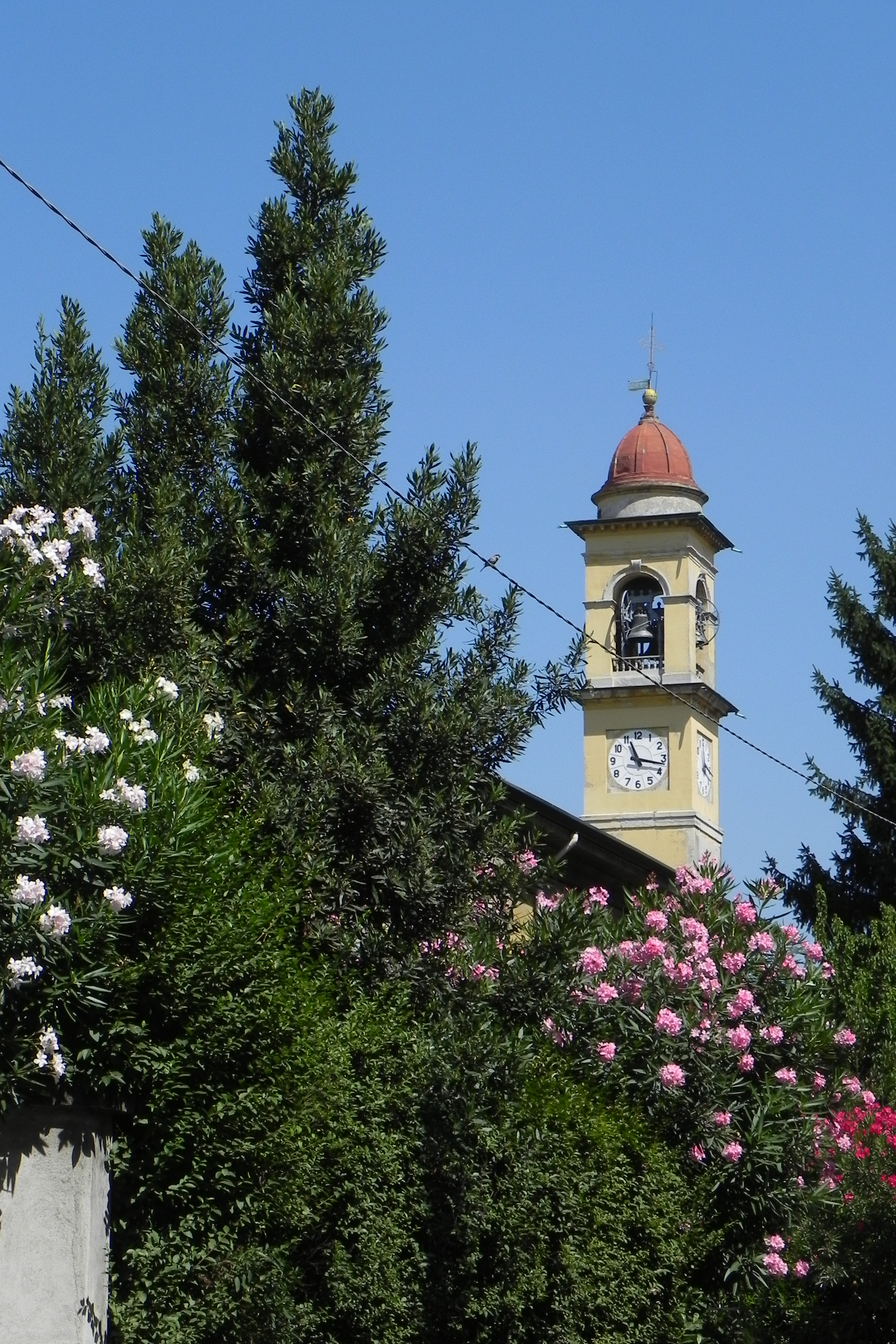
Il campanile del santuario di San Martino in Balsamo.

La città di Cinisello Balsamo conta sette parrocchie. Alle due parrocchie storiche di Sant'Ambrogio e di San Martino, rispettivamente le parrocchie di riferimento di Cinisello e Balsamo si sono affiancate a partire dalla fine degli anni cinquanta altre cinque parrocchie a servizio ognuna di uno dei vari nuovi quartieri cittadini. Esse sono la parrocchia di Sant'Eusebio, quella di San Giuseppe a Borgo Misto, quella di San Pio X al Campo dei Fiori, quella della Sacra Famiglia a Bellaria e quella di San Pietro Martire alla Crocetta.

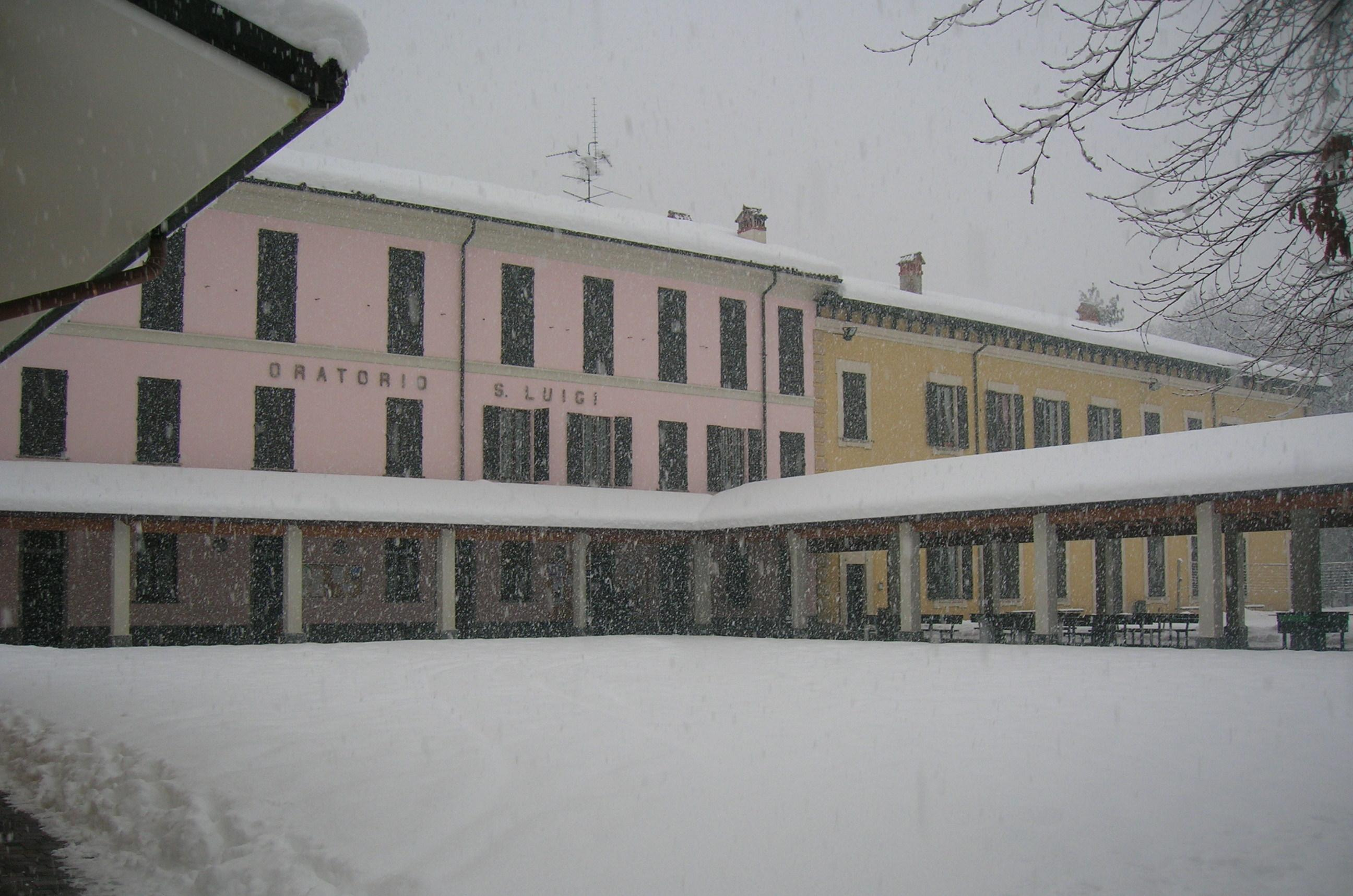
Il cortile dell'oratorio San Luigi

Ciascuna parrocchia dispone di un proprio oratorio, volto ad essere un possibile modello di educazione e uno spazio di aggregazione e crescita per i bambini e di riferimento per tutta la comunità cattolica. I sette oratori cittadini sono quello di San Luigi a Cinisello, quello di Pio XI a Balsamo, quello di Sant'Eusebio nell'omonimo quartiere, quello di Don Bosco a Campo dei Fiori, quello di San Domenico Savio a Borgo Misto, quello della Sacra Famiglia a Bellaria e quello di Emmaus - Maria Ausiliatrice alla Crocetta.
Dal punto di vista architettonico, le chiese più rilevanti di Cinisello Balsamo sono la chiesa di Sant'Ambrogio a Cinisello e il santuario di San Martino a Balsamo; a queste va poi aggiunta la chiesetta di Sant'Eusebio. Le altre chiese cittadine di riferimento per le rispettive parrocchie sono quella di San Giuseppe a Borgo Misto (1957-1958), quella di San Pio X al Campo dei Fiori (1974), quella della Sacra Famiglia a Bellaria (1976-1977), quella di San Pietro Martire alla Crocetta (1968-1973). A queste vanno poi ad aggiungersi la nuova chiesa di San Martino a Balsamo (1957-1961) e la nuova chiesa di Sant'Eusebio (1996), sorte per far fronte al considerevole aumento della popolazione, che rendeva inadeguate le precedenti strutture storiche.

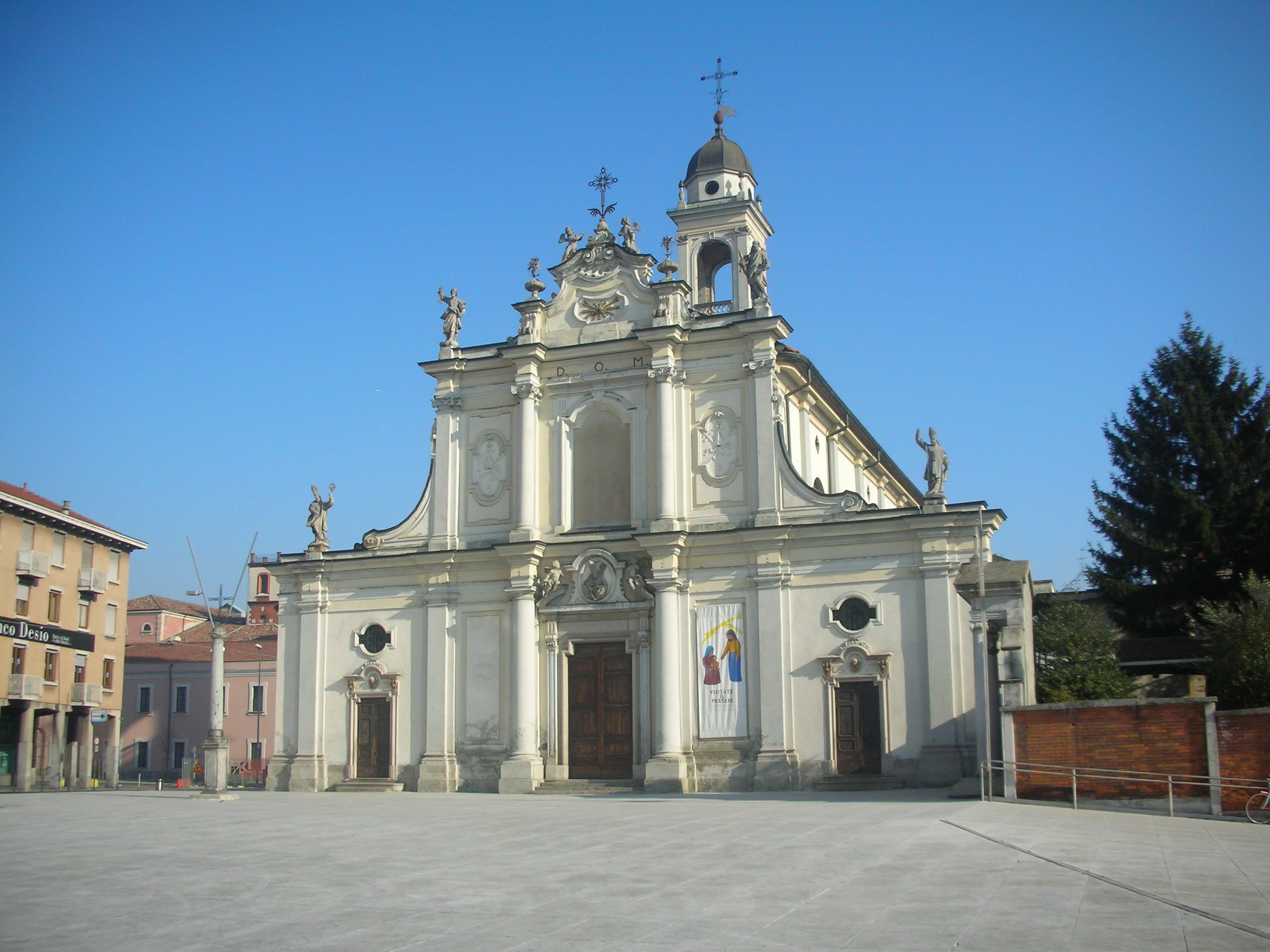
La chiesa di Sant'Ambrogio a Cinisello.

Fanno infine parte della parrocchia di San Martino in Balsamo la chiesetta di San Bernardino (XVI secolo) a Robecco e la chiesa di Santa Margherita alla Cornaggia (1961), quest'ultima sorta in sostituzione di un precedente oratorio, la cui più antica attestazione viene fatta risalire alla visita di Carlo Borromeo del 1579. Il piccolo oratorio campestre sopravvive ancora oggi in condizioni precarie, stretto fra un vecchio cortile e un edificio più recente, da cui è completamente nascosto. Un secondo oratorio, detto invece di San Bernardino attiguo all'omonima chiesa e alla ex Villa Pallavicini Mantovani, è stato demolito nel corso del rifacimento di quest'ultima, nel 1998. All'interno dell'omonima chiesa incorporata nella Villa Pallavicini Mantovani, invece, è stato recentemente restaurato un dipinto del XVII secolo raffigurante la Madonna con quattro santi, ricollocato nel luglio 2008 all'interno della chiesetta. Il dipinto è di contesa attribuzione: secondo alcuni potrebbe essere di Camillo Procaccini, secondo altri di Luigi Miratori detto il Genovesino.
Chiesa di Sant'Ambrogio
La chiesa di Sant'Ambrogio (patrono e protettore di Cinisello), sorta nel XVI secolo è la chiesa cittadina principale. La sua storia è caratterizzata da molteplici rifacimenti che si sono susseguiti sul corpo originale nel corso dei secoli (1575-1579, 1636-1644, 1724-1727, 1807, 1840). La chiesa deve tuttavia il proprio aspetto attuale ai rifacimenti condotti nel corso degli anni sessanta per volere di don Massimo Pecora, che aggiunse le due ali laterali al corpo centrale originario e ne riformò completamente gli interni, inglobando la Cappella di San Carlo e le varie cappelle minori, così da sfruttare al meglio gli spazi. Fra gli altri interventi si ricordano la realizzazione della cripta e della penitenzeria, la ricostruzione dell'altare e la creazione di un'imponente vetrata policroma alle spalle dell'abside, opera di Leonardo Spreafico.
La chiesa si presenta ora in tonalità leggermente rosate, dopo l'ultimo restauro operato fra il 2008 e il 2010, che ha visto la ristrutturazione dell'edificio, della facciata, del campanile e il restauro delle campane stesse.

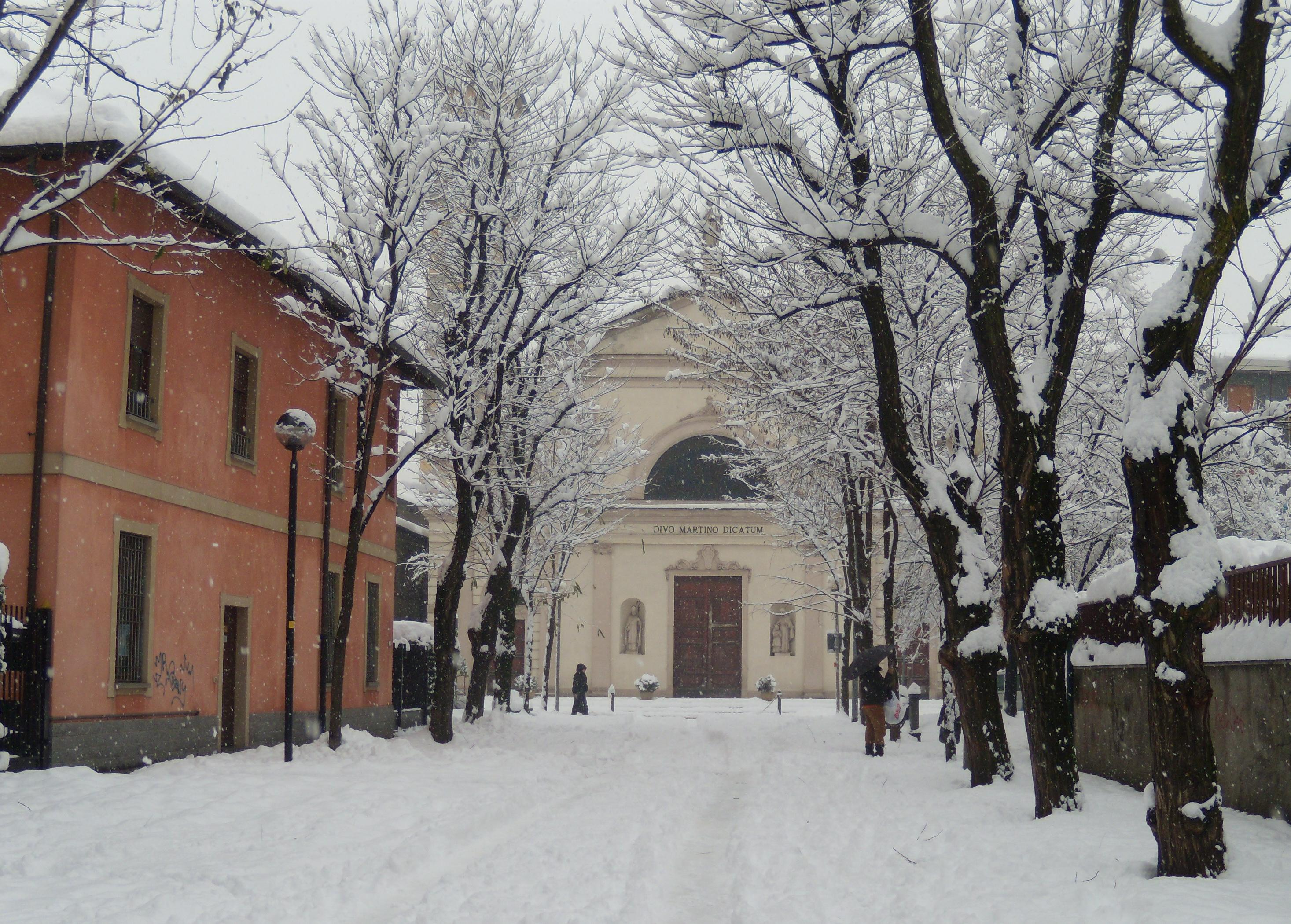
Il santuario di San Martino, a Balsamo.

Santuario di San Martino
Il santuario di San Martino (patrono e protettore di Balsamo), è la vecchia chiesa principale di Balsamo, posta al termine del viale delle Rimembranze, lungo la via San Saturnino. Deve il suo aspetto attuale al rifacimento di inizio Novecento, che vide la realizzazione di una nuova facciata e l'aggiunta delle due navate laterali, che conferirono alla chiesa l'attuale pianta a croce latina. Al suo interno conserva le reliquie di San Saturnino Martire e dei beati Balsamo Abate.
Chiesetta di Sant'Eusebio
La chiesetta di Sant'Eusebio è il più antico luogo di culto presente sul territorio di Cinisello e di Balsamo. Collocata un tempo al centro del primitivo insediamento rurale di Cinisello, sorge su un'area dedicata alla sepoltura dei morti già dal IV secolo. Non esistono tuttavia documenti che attestino con precisione il periodo di fondazione del luogo di culto; secondo l'ipotesi di Luciano Caramel questa sarebbe addirittura da ricercare fra il tardo X secolo e l'inizio dell'XI.
L'attuale aspetto della chiesetta è dovuto invece ai pesanti interventi di rifacimento operati nella seconda metà dell'Ottocento dal parroco di Sant'Ambrogio Vitaliano Rossi e ai due successivi interventi di consolidamento operati nel 1931 e fra il 1991 e il 1993.

#### Cimiteri cittadini
Cinisello Balsamo dispone oggi di tre cimiteri cittadini: quello di Balsamo, quello di Cinisello e il Cimitero Nuovo al confine con Muggiò.
Storicamente gli antichi cimiteri di Cinisello e di Balsamo sorgevano nei pressi della chiesa del paese; in particolare il primo si estendeva infatti tutt'attorno la primitiva chiesa di Sant'Ambrogio, sul terrapieno che la proteggeva dalle acque stagnanti. Fu solo in seguito all'emanazione del divieto imposto dal 1743 da Maria Teresa d'Austria che imponeva la separazione fisica fra i luoghi di culto e i luoghi di sepoltura, che si dovette pensare a nuovi cimiteri. Fu così che nel 1787 venne realizzato il nuovo Cimitero di Cinisello, ampliato una prima volta nel 1829 ed una seconda fra il 1896 ed il 1897. Dopo le trasformazioni subite fra il 1943 ed il 1944, si presenta oggi nella sua veste definitiva ricevuta nel 1972. Dieci anni più tardi, nel 1982, venne infine aperto il Cimitero Nuovo, a ridosso del confine con Muggiò. Davanti alla chiesa di Sant'Ambrogio, sul sagrato, è ancor oggi presente una croce stazionale, fatta erigere alla fine del XVII secolo dal parroco Gio. Batta Griffanti all'interno del vecchio cimitero di Cinisello.

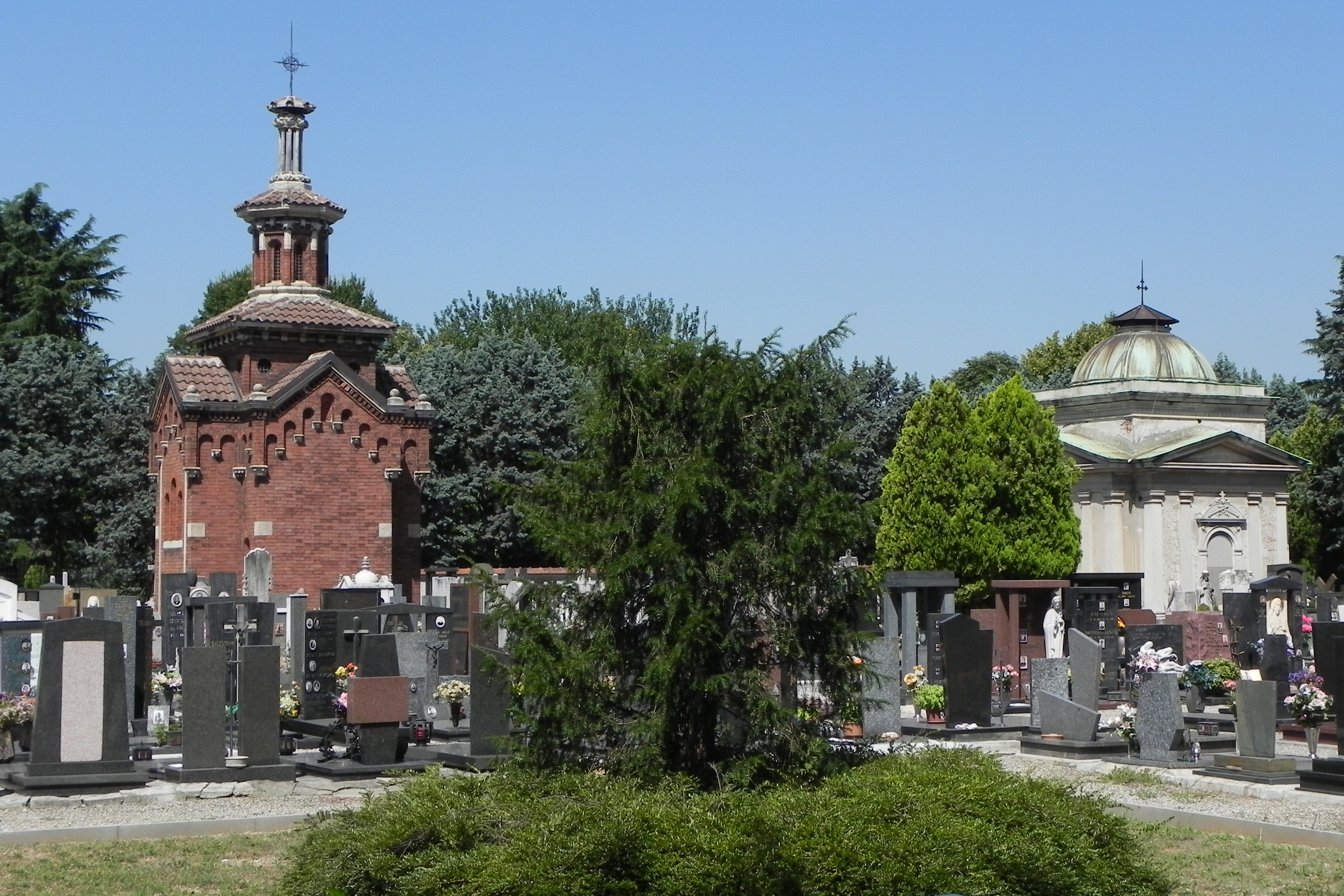
Il cimitero di Balsamo, con le cappelle dei Martinelli e dei Marchesi Stampa.

Una seconda croce stazionale, risalente al XVI secolo, oggi scomparsa, sorgeva sull'area un tempo occupata dal vecchio cimitero di Balsamo, che si estendeva a sud del santuario di San Martino, nei pressi dell'attuale oratorio. Una terza croce, sempre del XVI secolo era collocata sulla strada che da Balsamo portava a Sesto: venne spostata in concomitanza con la realizzazione del sottopasso dell'autostrada Milano-Bergamo, fra gli anni sessanta e gli anni settanta e collocata nel piazzale antistante la chiesa di San Pietro Martire, soltanto nel 1973.
Il cimitero di Balsamo
La costruzione dell'attuale cimitero di Balsamo avvenne nel 1877, sui terreni donati dalla marchesa Cristiana Morosini, vedova del marchese Stampa di Soncino. Ampliato una prima volta fra il 1892 ed il 1894, risistemato infine definitivamente nel 1961, conserva oggi al suo interno due cappelle gentilizie: quella dei marchesi Stampa di Soncino e quella della famiglia Martinelli. Quest'ultima è un edificio in muratura, con pianta a croce greca, al cui interno è conservato un affresco abbastanza interessante di autore ignoto raffigurante la deposizione di Cristo, databile agli inizi del Novecento. Tutte le pareti interne risultano essere decorate a motivi floreali e vegetali.

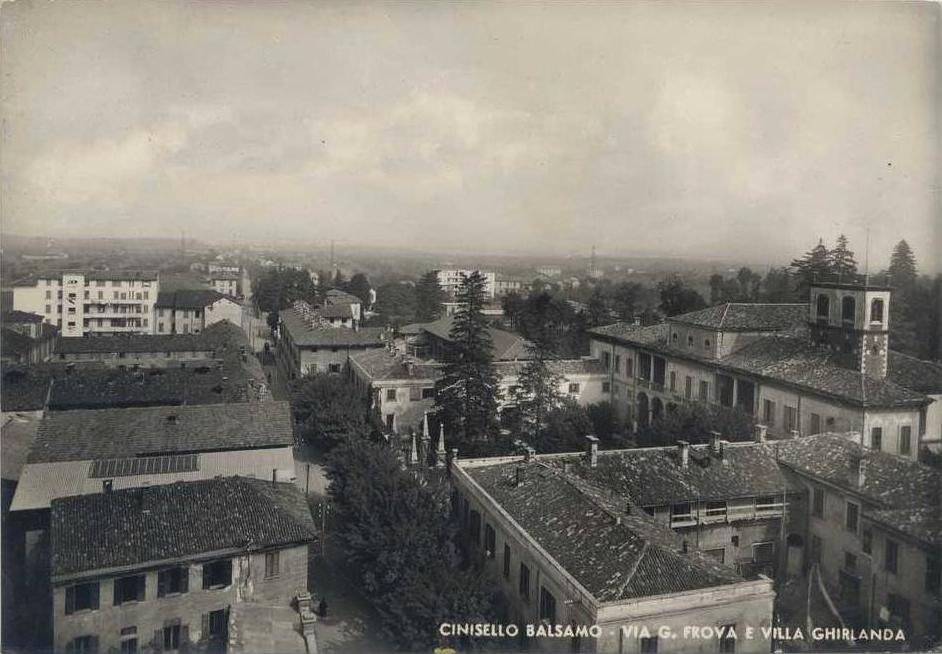
La vecchia via Frova, col tessuto edilizio storico davanti a villa Ghirlanda Silva.

### Architetture civili

#### Ville storiche
A partire dal XVII si andò via via diffondendo la moda delle cosiddette ville di delizia, eleganti residenze campestri che i nobili del tempo si costruivano fuori città (nel caso in particolare di Milano, in direzione della Brianza e lungo il corso dei navigli). Cinisello Balsamo pertanto s'arricchì di un discreto numero di queste residenze, la più importante delle quali - per dimensioni, valenza storica e architettonica - è sicuramente Villa Ghirlanda Silva, attualmente di proprietà del Comune, che la utilizza come centro civico. Ad oggi ne sopravvivono inoltre altre cinque, per quanto abbiano nella maggior parte dei casi ormai perso ogni connotato architettonico o artistico di rilievo.
Villa Ghirlanda Silva

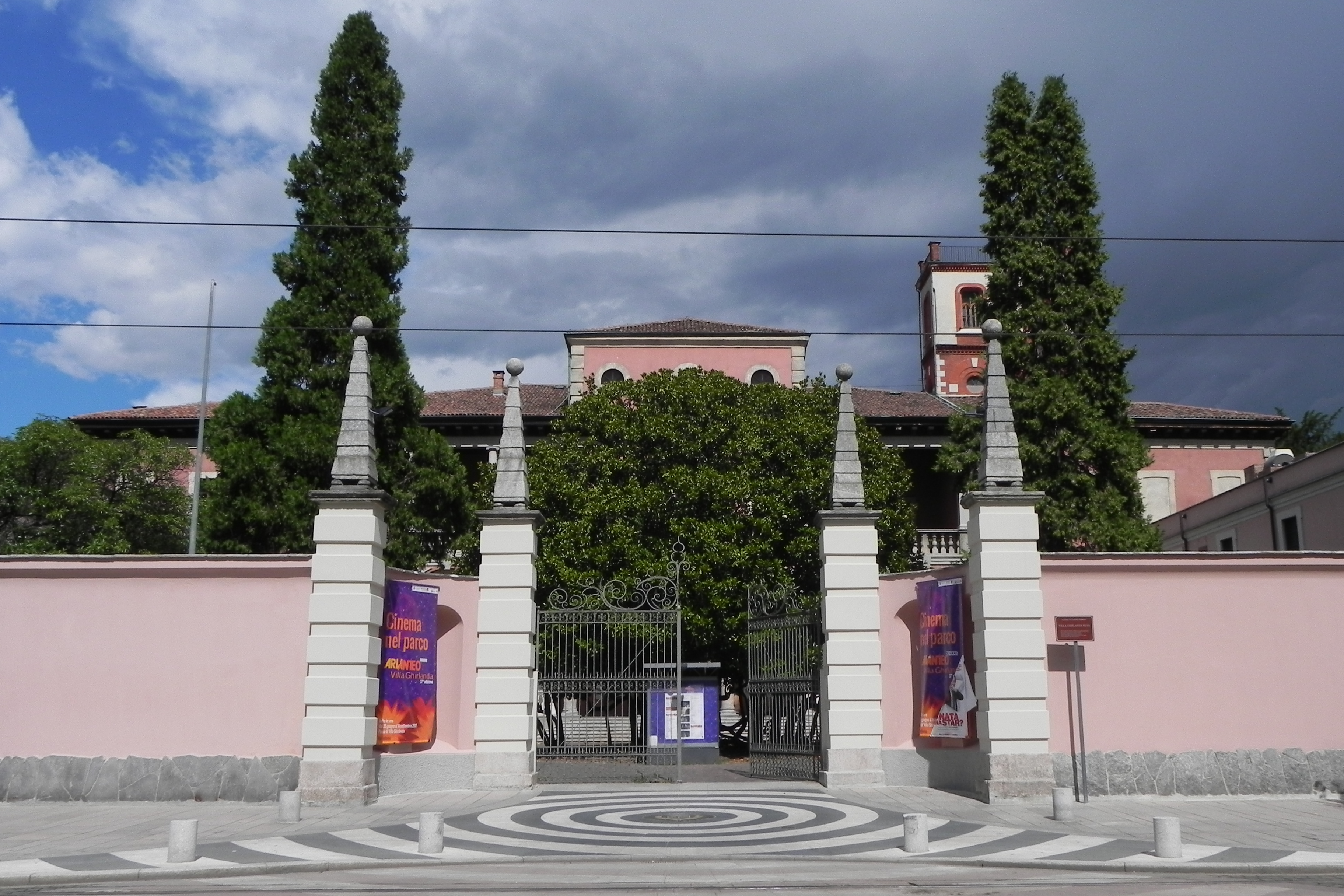
L'esterno di Villa Ghirlanda Silva.

Sorta a Cinisello sull'attuale via Frova, Villa Ghirlanda Silva si trova da sempre in una posizione centrale rispetto all'abitato cittadino, alle spalle della chiesa di Sant'Ambrogio e adiacente alla Villa Suigo Caorsi Spreafico. Risalente al 1660 ma più volte rimaneggiata, fu la celebre dimora suburbana dei conti Donato II ed Ercole Silva, che qui in passato allestirono diverse collezioni e raccolte di vario genere, ora disperse. Il suo parco fu la prima compiuta realizzazione di giardino all'inglese in Italia, curato personalmente da Ercole Silva, già autore fra l'altro del trattato Dell'arte dei giardini inglesi (1801). Di proprietà comunale dal 1974 è stata fino al 2012 sede della biblioteca civica, mentre dal 2005 ospita nelle sue ali meridionali il Museo di fotografia contemporanea; il suo parco è regolarmente aperto al pubblico.
Villa Ferrari Casnedi Casati Stampa di Soncino
Sorta a Balsamo sull'attuale piazza Soncino, Villa Ferrari Casnedi Casati Stampa di Soncino per quanto posta in origine collocata ai margini dell'abitato, si è venuta a trovare negli ultimi decenni in una posizione piuttosto centrale all'interno della città, affacciandosi fra l'altro sulla nuova chiesa di San Martino. Costruita fra il 1590 e il 1608 fu in ultimo residenza dei Casati Stampa di Soncino. A partire dalla seconda metà del Novecento è appartenuta ai Padri Paolini che vi hanno insediato un seminario; attualmente vi ha sede la Società San Paolo (già Edizioni Paoline). Lo storico giardino alla francese, in parte compromesso da successive edificazioni, è stato recentemente riportato alla sua configurazione originale.
Villa Di Breme Gualdoni Forno

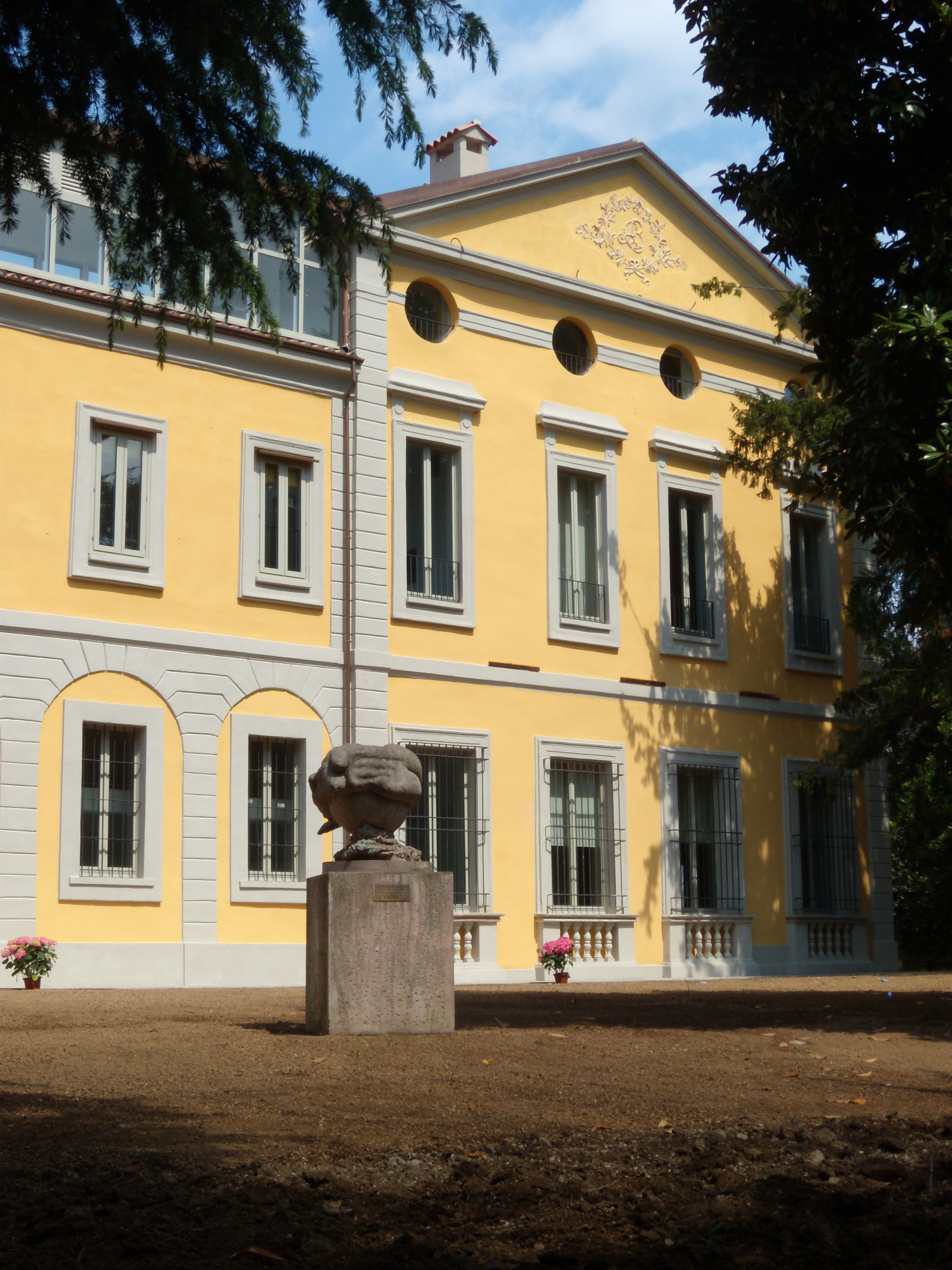
Villa Di Breme Gualdoni Forno.

Sorta a Balsamo lungo l'attuale via Martinelli, Villa Di Breme Gualdoni Forno si trova in una posizione relativamente centrale rispetto all'abitato cittadino, non distante dal santuario di San Martino. Edificata verso la fine del Settecento sulle preesistenze di un precedente edificio, si presenta oggi secondo il rinnovamento stilistico operato fra il 1808 e il 1814 dal marchese Ludovico Giuseppe Arborio Gattinara Di Breme. Acquistata dal Comune nel 1999 dopo un prolungato periodo di abbandono, è oggi sede distaccata dell'Università della Bicocca. Lo storico giardino all'inglese che si apriva alle spalle della villa, drasticamente ridimensionato, è oggi un parco pubblico.
Villa Arconati Visconti Arese
Sorta sulla storica piazza principale di Cinisello (oggi piazza Gramsci), Villa Arconati Visconti Arese si trova a sud della chiesa di Sant'Ambrogio. Riconducibile a un periodo compreso fra la fine del XVII e l'inizio del XVIII secolo, venne acquistata nel dopoguerra dalla cooperativa La Nostra Casa e si presenta oggi convertita a molteplici utilizzi (commerciale, uffici, residenziale e culturale). Conserva attualmente solo il cortile d'onore, posto a nord dell'edificio centrale, mentre il giardino che si estendeva alle sue spalle risulta oggi interamente occupato da nuove edificazioni.
Villa Suigo Caorsi Spreafico
Sorta a Cinisello nella vecchia contrada per Monza (oggi via Sant'Ambrogio), Villa Suigo Caorsi Spreafico si trova in una posizione centrale rispetto l'attuale abitato cittadino, a ridosso del fianco meridionale del parco di Villa Ghirlanda Silva. Risalente ala prima metà del XVII secolo si presenta oggi variamente rimaneggiata, pur conservando al suo interno un pregevole scalone d'onore a due rampe con balaustra del primo Settecento. Dal dopoguerra ospita l'oratorio San Luigi; dello storico parco della villa sopravvive una porzione ridotta, in cattive condizioni, collocata ad est dell'edificio.
Villa Pallavicini Mantovani
Sorta a Robecco (Balsamo) a ridosso del futuro asse prospettico per la Villa Reale di Monza (oggi statale 36, Villa Pallavicini Mantovani si trova ancora oggi in una posizione estremamente marginale rispetto all'abitato cittadino. Costruita nel Settecento in forme barocche, appare oggi del tutto stravolta sia nel suo impianto che nei suoi interni, essendo stata adibita fin dal Novecento ad abitazioni popolari. Attualmente si presenta ristrutturata ad uso residenziale; nessuna traccia è invece rimasta dello storico giardino.

#### Architetture scomparse

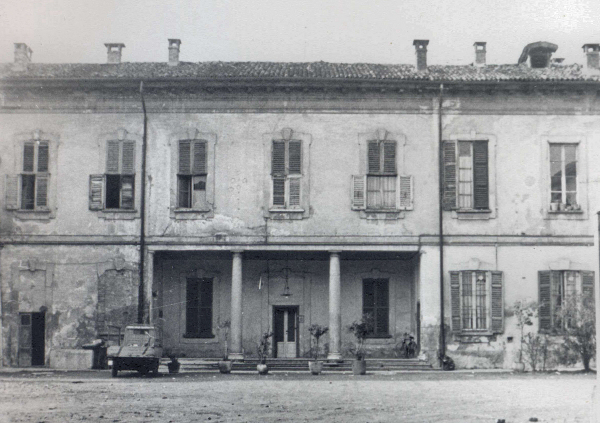
La facciata di Villa Pecchio Orsini Protti

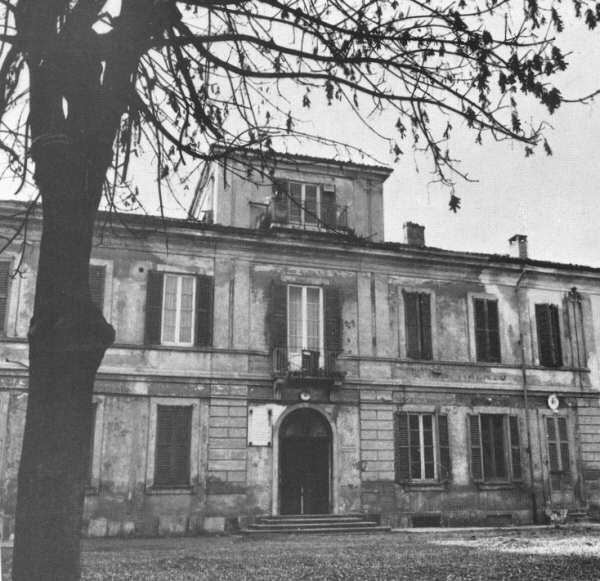
Villa Lampugnani De Ponti

Storicamente erano inoltre presenti sul territorio di Cinisello Balsamo altre due ville nobiliari, Villa Pecchio Orsini Protti, nei pressi dell'attuale via Cadorna a Balsamo, e Villa Lampugnani De Ponti., sull'area dell'attuale palazzetto dello sport a Cinisello. Entrambe vennero demolite nel corso degli anni settanta del Novecento.
A queste due ville recentemente scomparse vanno aggiunti altri due edifici, registrati nel Catasto Teresiano: Palazzo Vitale e Casa Moriggia. Il primo, a Cinisello, sorgeva sul fronte occidentale dell'allora piazza comunale (oggi piazza Gramsci), occupandolo interamente. Storicamente appartenuto a Giovan Battista Vitale, si sviluppava in forme barocche seguendo uno schema irregolare a ferro di cavallo; alle sue spalle, verso est, si apriva il vasto giardino all'italiana, di dimensioni simili a quello di Villa Ghirlanda Silva. Il palazzo e l'annesso giardino risultavano già scomparsi sul finire dell'Ottocento, sostituiti da successive edificazioni.
La seconda invece, a Balsamo, sorgeva in via Sant'Antonio 8, con annesso giardino e orto: originariamente la proprietà si estendeva fino a quelle dei Casati Stampa di Soncino da una parte e alla strada per Sesto dall'altra. L'edificio si elevava invece per tre piani fuori terra, contando un numero complessivo di trentadue ambienti. Il suo nome è legato al duplice soggiorno a Balsamo di Andrea Appiani, ospite di Massimiliano Moriggia, che vi avrebbe realizzato un ciclo di affreschi. Passata in seguito attraverso molteplici proprietari già dagli inizi dell'Ottocento, finì per diventare un alloggio popolare, demolito agli inizi degli anni sessanta. Alcuni frammenti degli affreschi dell'Appiani vennero salvati dalla distruzione per merito del Cipelletti, già proprietario al tempo di Villa Ghirlanda Silva.

#### Altre architetture

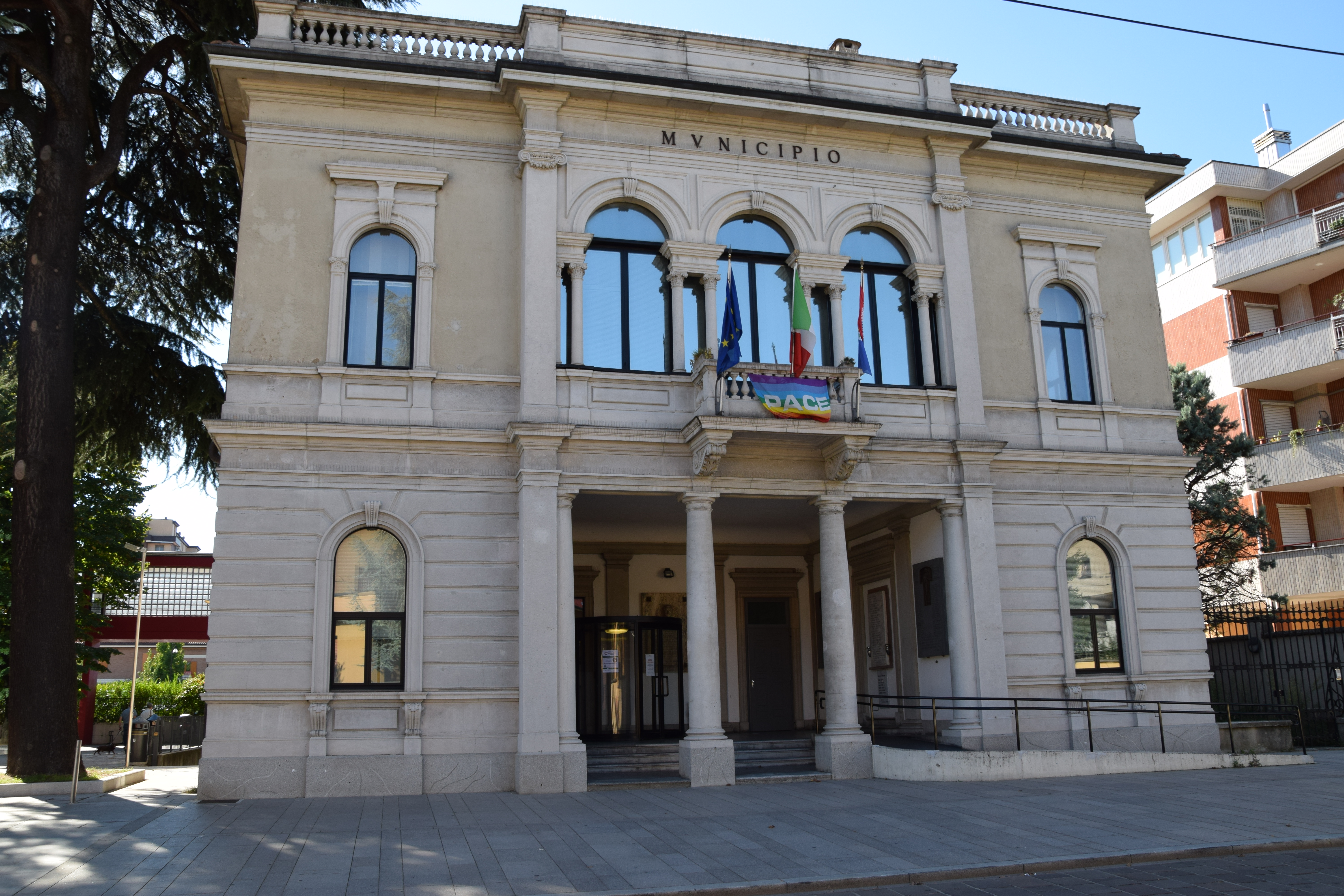
Il vecchio Municipio di Cinisello.

Il vecchio Municipio di Cinisello
Il vecchio Municipio di Cinisello, sito in piazza Confalonieri e risalente al 1905, presenta una facciata in forme neoclassiche. Prima della sua costruzione gli uffici comunali di Cinisello avevano trovato sede nei locali di Villa Arconati Visconti Arese e successivamente in alcuni edifici adiacenti alla Villa Ghirlanda Silva. L'allora sindaco Natale Confalonieri fece costruire il nuovo municipio, donandolo alla città. Tuttavia si spense prima del termine dei lavori, e il nuovo municipio sarebbe stato inaugurato soltanto a un anno dalla sua morte, durante una cerimonia in suo onore in occasione della quale gli venne dedicata la piazza antistante, il 20 settembre 1911.
Venne affiancato nel 1971 dal nuovo palazzo comunale, realizzato a partire dal 1969 su progetto dell'architetto Demetrio Costantino. Venne inaugurato il 2 giugno 1971. Ristrutturato fra il 2011 ed il 2012 è tuttora sede dell'aula consiliare, dell'ufficio di presidenza del Consiglio Comunale, delle sale dei partiti di maggioranza e di minoranza, dell'anagrafe e di altri uffici.
Nell'allora giardino della Scuola Luigi Cadorna venne piantato il 3 aprile 1932 alla presenza delle autorità cittadine e dei bambini delle scuole un albero in memoria di Arnaldo Mussolini, fratello del duce e presidente del Comitato Nazionale Forestale, scomparso il 21 dicembre 1931. L'albero, del quale non rimane alcuna traccia della targa, è il grosso Cedrus atlantica che ancora oggi domina sulla sinistra del Municipio, un tempo all'interno delle recinzioni che delimitavano il cortile della scuola.
Il vecchio Municipio di Balsamo
In origine il Comune di Balsamo aveva avuto sede presso la casa dell'assessore Giovanni Bremond e dal 1882 presso alcuni locali di proprietà dell'allore sindaco Ambrogio Pozzi. Un municipio cittadino venne eretto soltanto fra il 1891 e il 1893 per merito di un cospicuo fondo che Benedetto Martinelli, ricco proprietario balsamese, aveva lasciato al nipote Carlo, sindaco di Balsamo, per l'erezione di una sede municipale e di una scuola. Il nuovo edificio sorse sulla ex via Gelata, che nel 1887 era stata ampliata e intitolata in onore di Benedetto Martinelli, morto l'anno prima. L'edificio, che dal 1920 ospitava anche la locale scuola elementare "Filippo Corridoni", con l'unificazione dei due comuni perse la propria funzione, e venne convertito interamente a scuola. Attualmente ospita la Civica Scuola di Musica.

### Monumenti

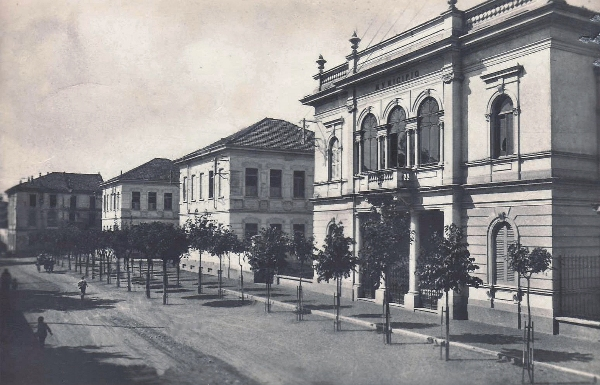
L'allora viale della Rimembranza a Cinisello, nel 1946, col Municipio e la Scuola Cadorna.

Il viale della Rimembranza, a Cinisello
Il viale della Rimembranza a Cinisello, istituito dall'amministrazione cittadina per ricordare eternamente i gloriosi caduti per la Grande Guerra, venne collocato nello spazio antistante il Municipio e la scuola Cadorna, sul margine occidentale della piazza Confalonieri.
Venne inaugurato domenica 1º luglio 1923 con una grande cerimonia presieduta dall'allora sindaco Emilio Baj Macario. Ogni albero, come da prassi, era contrassegnato da una targhetta in bronzo riportante il nome del caduto, poggiata sull'imbragatura che reggeva la pianta, dipinta secondo i colori della bandiera nazionale. Vennero piantati sessanta alberi in memoria di altrettanti caduti. In seguito all'abbattimento delle piantumazioni originarie le targhette vennero probabilmente prese in custodia dalle relative famiglie; a Cinisello tuttavia le tredici rimaste vennero asportate dal Comune e ricollocate sopra le porte delle aule della scuola Cadorna. Una volta che questa venne dismessa, l'Ufficio Tecnico Comunale provvedette alla raccolta di tutte queste, affidandole allo scultore Silvano Vismara, incaricato di raccoglierle in un'unica composizione, collocata presso l'Ufficio Tecnico.
Del viale ad oggi s'è persa ogni traccia: i tigli piantati in sostituzione degli originari alberi vennero infatti abbattuti congiuntamente i lavori di demolizione che hanno interessato la scuola Cadorna, trasformata in centro culturale civico. Nella risistemazione superficiale degli arredi non è stata tenuta in considerazione la precedente sistemazione, e si è proceduto con una riorganizzazione totalmente nuova degli spazi, cancellando ogni memoria storica e simbolica del luogo.

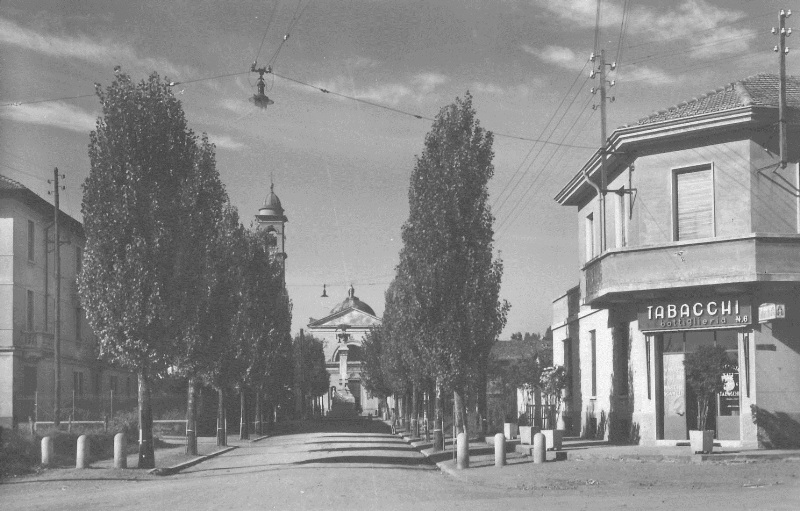
Viale delle Rimembranze, a Balsamo, verosimilmente nel Dopoguerra.

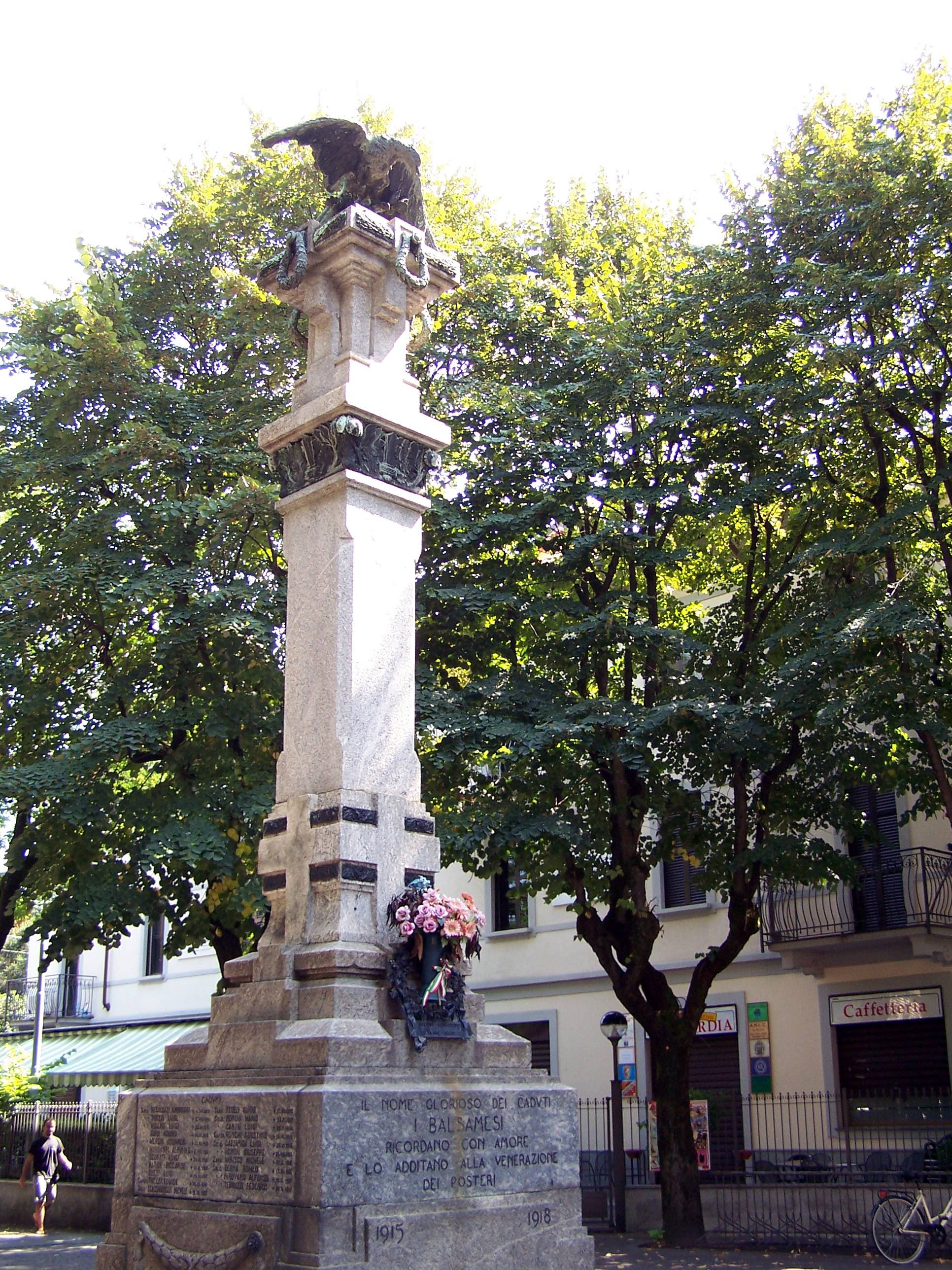
Monumento ai Caduti

Il viale della Rimembranza, a Balsamo
Il viale della Rimembranza a Balsamo, oggi viale delle Rimembranze, venne istituito il 27 febbraio 1923, in ottemperanza alla circolare del Ministero della Pubblica Istruzione per l'istituzione di Viali e Parchi della Rimembranza e alle circolari dell'Ispettorato Scolastico di Milano.
La scelta del luogo in cui realizzarlo ricadde sull'allora via Solferino, nel tratto compreso fra la via San Martino e la via Cavour. Oltre ad essere la strada d'accesso frontale al santuario di San Martino, era già stata scelta per il monumento ai caduti balsamesi della Grande Guerra, la cui prima pietra era stata posata il 20 maggio 1920 (per quanto sarebbe stato inaugurato solamente il 24 maggio 1924). All'iniziale numero di ventisei alberi (a memoria di altrettanti caduti) specificato nella delibera si sostituì quello effettivo di quarantadue, dovuto molto probabilmente a successive ricerche sul numero reale dei caduti e dei dispersi.
Il viale, pur senza aver conservato le piantumazioni originali, sopravvive ancora adesso, per quanto compromesso nel suo aspetto generale e mal tenuto.

### Principali strade e piazze della città
Piazza Gramsci
Già piazza comunale e piazza Vittorio Emanuele, è la piazza principale di Cinisello, sulla quale s'affaccia in posizione dominante la chiesa di Sant'Ambrogio. Caratterizzata originariamente da un elegante ovale centrale contornato da alberi, era conosciuta al tempo come la Perla, definizione datale dagli aviatori, per la quale era di riferimento per gli atterraggi al vicino Aeroporto di Bresso.
La sua particolarissima conformazione, pressoché unica nel milanese, le aveva dato particolare notorietà fra i vari paesi della provincia, tanto da costituire più ancora della chiesa di Sant'Ambrogio stessa il simbolo di Cinisello. Nel 1971 la piazza venne stravolta con un pesante rifacimento, che ne riconfigurò il disegno: all'ovale si sostituì un anfiteatro in cemento, circondato da giardini, che davano comunque alla piazza uno spiccato tono di verde. Nel 1999 il Comune indisse un concorso nazionale di idee, riservato ai professionisti residenti nell'Unione europea per il rifacimento della piazza cittadina. Le linee guida fornite prevedevano una valorizzazione degli edifici storici presenti, con particolare riguardo per la chiesa di Sant'Ambrogio, una particolare attenzione per il carattere aggregativo che doveva mantenere la piazza e per una revisione della circolazione veicolare e degli spazi pedonali. Il vincitore, premiato da una giuria piuttosto prestigiosa presieduta da architetti e professori, risultò essere Dominique Perrault. Piazza Gramsci fu pertanto interessata negli anni successivi dai lavori di rifacimento, che si rivelarono piuttosto radicali: la nuova piazza è quasi interamente pedonale, malgrado qualche piccola revisione dell'arredo urbano, rivelatosi poco funzionale.

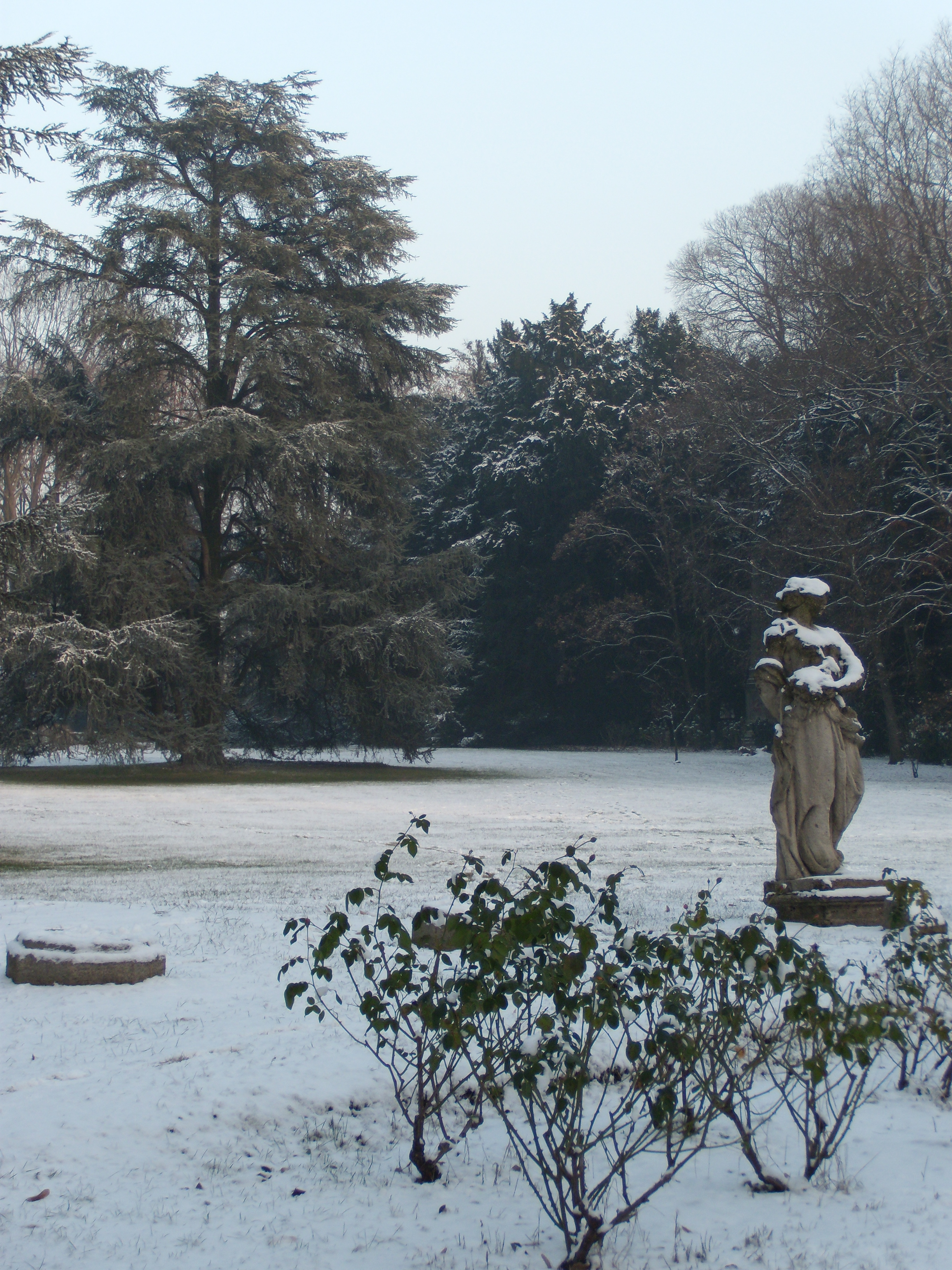
Veduta del parco di Villa Ghirlanda.

Piazza Soncino
Ampio spiazzo cittadino su cui sorgono fra l'altro la chiesa di San Martino nuova e la Villa Ferrari Casnedi Casati Stampa di Soncino. Ridisegnata e inaugurata nel 2006 sorge su un'area adibita in precedenza a posteggio. Il progetto ha visto inoltre il rifacimento del sagrato della chiesa, che ne valorizzasse la presenza. La scarsa cura da parte dell'amministrazione comunale ha tuttavia riportato parte della piazza al precedente status, con le auto in sosta che hanno occupato le aree pedonalizzate, danneggiando o addirittura distruggendo l'arredo urbano e le nuove piantumazioni, oltre ad aver dequalificato lo spazio pubblico.
Piazza Costa
Delimitata dalle vie Pietro Meroni, Franco Ghezzi e viale Rinascita, vi si affaccia sul fronte orientale la scuola elementare Andrea Costa. La piazza nasce come uno spazio di forma rettangolare piuttosto omogeneo, costituito da edifici bassi risalenti agli anni cinquanta. Il piano terra è caratterizzato da portici e da attività commerciali. Lo spazio centrale della piazza è tenuto a verde, mentre gli spazi circostanti (caratterizzati da un arredo urbano abbastanza di pregio) sono occupati da una parte del mercato di Balsamo, il venerdì.

### Aree naturali
Cinisello Balsamo vanta dal 1974 fra le proprie aree verdi lo storico parco di Villa Ghirlanda Silva, collocato nel centro della città. Ormai consolidato nella vita comune dei suoi abitanti, è affiancato da diverse aree verdi minori, realizzate a partire dagli anni ottanta. La città è inoltre stretta fra due parchi intercomunali, il Parco Nord Milano a sud, realtà ormai consolidata essendo presente sul territorio da diversi decenni, e il Parco del Grugnotorto a nord, comprendente le aree agricole residue. Quest'ultimo più che essere un parco vero e proprio - per quanto riguarda la porzione compresa nel comune di Cinisello Balsamo - è un parco di carattere agricolo, tanto che al suo interno proseguono le ultime attività agricole sopravvissute della città.

## Società

### Evoluzione demografica
Abitanti censiti

Vecchia corte in via Sant'Ambrogio.

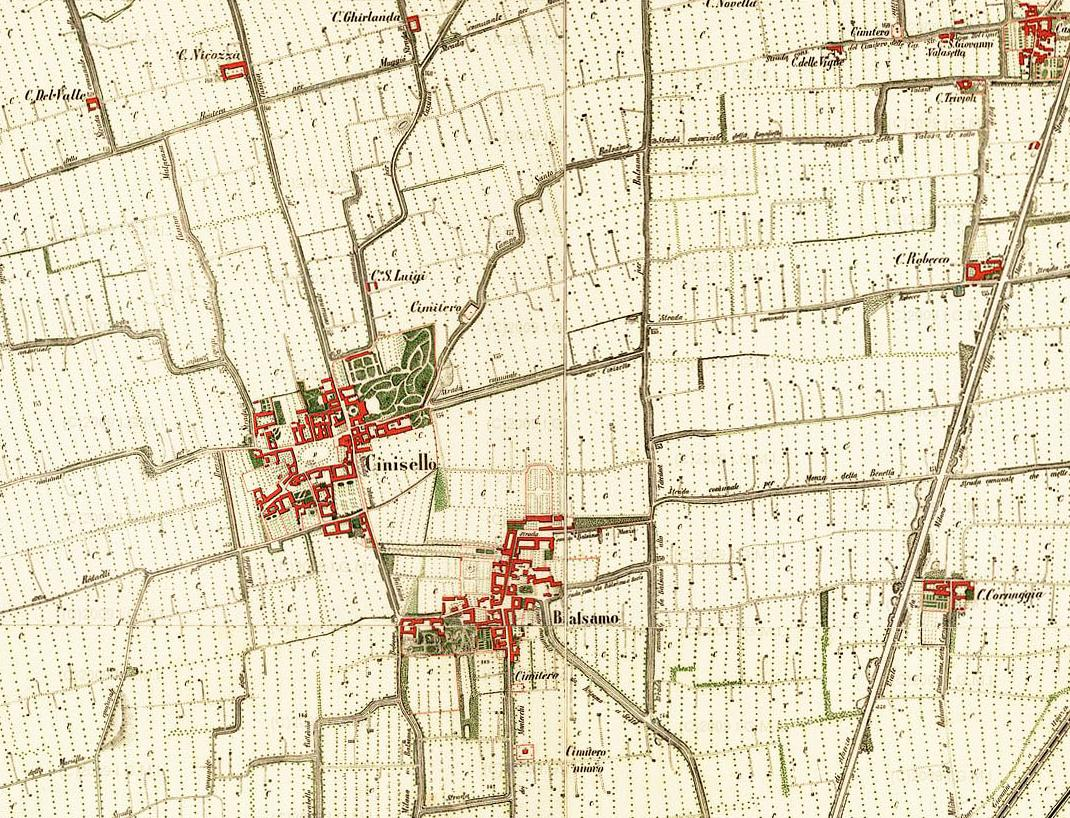
Cinisello e Balsamo ancora nettamente distinti, qui raffigurati nella Carta di Manovra dell'IGM nel 1878.

Fino al censimento del 1921 Cinisello e Balsamo vengono considerati separatamente. La differenza di popolazione, inizialmente dell'ordine di qualche centinaio di abitanti, a seguito della crescita demografica dei due comuni si fa nettamente maggiore per Cinisello, che subisce un maggiore sviluppo, malgrado comunque la crescita di Balsamo, favorita dalla vicinanza con Sesto e le sue industrie.
| Anno | Cinisello | Balsamo |
| ---- | --------- | ------- |
| 1861 | 2 805     | 2 353   |
| 1871 | 2 785     | 2 379   |
| 1881 | 2 905     | 2 316   |
| 1901 | 3 580     | 2 431   |
| 1911 | 4 396     | 2 954   |
| 1921 | 4 815     | 3 140   |

### Etnie e minoranze straniere
Secondo le statistiche ISTAT al 1º gennaio 2019 la popolazione straniera residente nel comune era di 14 263 persone, pari al 18% della popolazione. Le nazionalità maggiormente rappresentate in base alla loro percentuale sul totale della popolazione residente erano:
- Romania 3 182
- Egitto 3 041
- Ecuador 1 163
- Perù 1 114
- Ucraina 554
- Cina 551
- Marocco 550
- Sri Lanka 436
- Albania 412
- Senegal 362

Cinisello Balsamo è il comune metropolitano del Nord Milano con la maggiore percentuale di stranieri (il 18%, contro il 7% di Cusano Milanino e di Paderno Dugnano, il 10% di Cormano, il 13% di Bresso e il 17,5% di Sesto San Giovanni). È, inoltre, il comune metropolitano con il più alto numero, in termini assoluti, di residenti stranieri, dopo Milano (268 215 abitanti).

### Tradizioni e folclore
Tradizionalmente gli abitanti di Cinisello e di Balsamo si sono sempre chiamati vicendevolmente con dei nomignoli: i primi chiamano i secondi gòss od òcch (ossia "gozzi" o "oche"), il primo dei due alludendo al presunto ipertiroidismo dei balsamesi; lo Scurati riporta l'aneddoto per cui i balsamesi vengano così soprannominati per via della loro avarizia e voracità, tali da fargli avere sempre il gozzo pieno, nonché alludendo alla loro presunta stupidità: cfr. Scurati (1987), p. 107.
Mentre i secondi, con molta più finezza, chiamano i primi pescaluna. Questo curioso appellativo si rifà a una leggenda piuttosto diffusa
, che risale ai tempi in cui la piazza di Cinisello, l'attuale Piazza Gramsci, era costituita da un terreno particolarmente acquitrinoso, per via dell'acqua che vi stagnava al suo centro e che l'attuale amministrazione non si curava di drenare. In una calda sera d'estate un contadino, svegliato dai muggiti del suo bue, avrebbe accompagnato quest'ultimo ad abbeverarsi al centro della piazza. Mentre questo beveva, il contadino avrebbe osservato la luna riflettersi nelle acque stagnanti; tuttavia una nuvola avrebbe coperto in quel momento la luna, spingendo il contadino a sgozzare il bue nella speranza che questo la risputasse. Tradito nelle sue aspettative, si sarebbe messo a cercarla muovendo l'acqua col rastrello finché questa non sarebbe riapparsa, spostatasi la nuvola. Soddisfatto per aver ritrovato la luna, si sarebbe messo a canticchiare Son content de vess de Cinisell perché ho pescaa la luna cont el restrell, motivetto in seguito ripreso nella canzone Pescaluna, scritta dal cantautore locale Silvio Pozzoli.

## Cultura

### Istruzione

#### Biblioteche

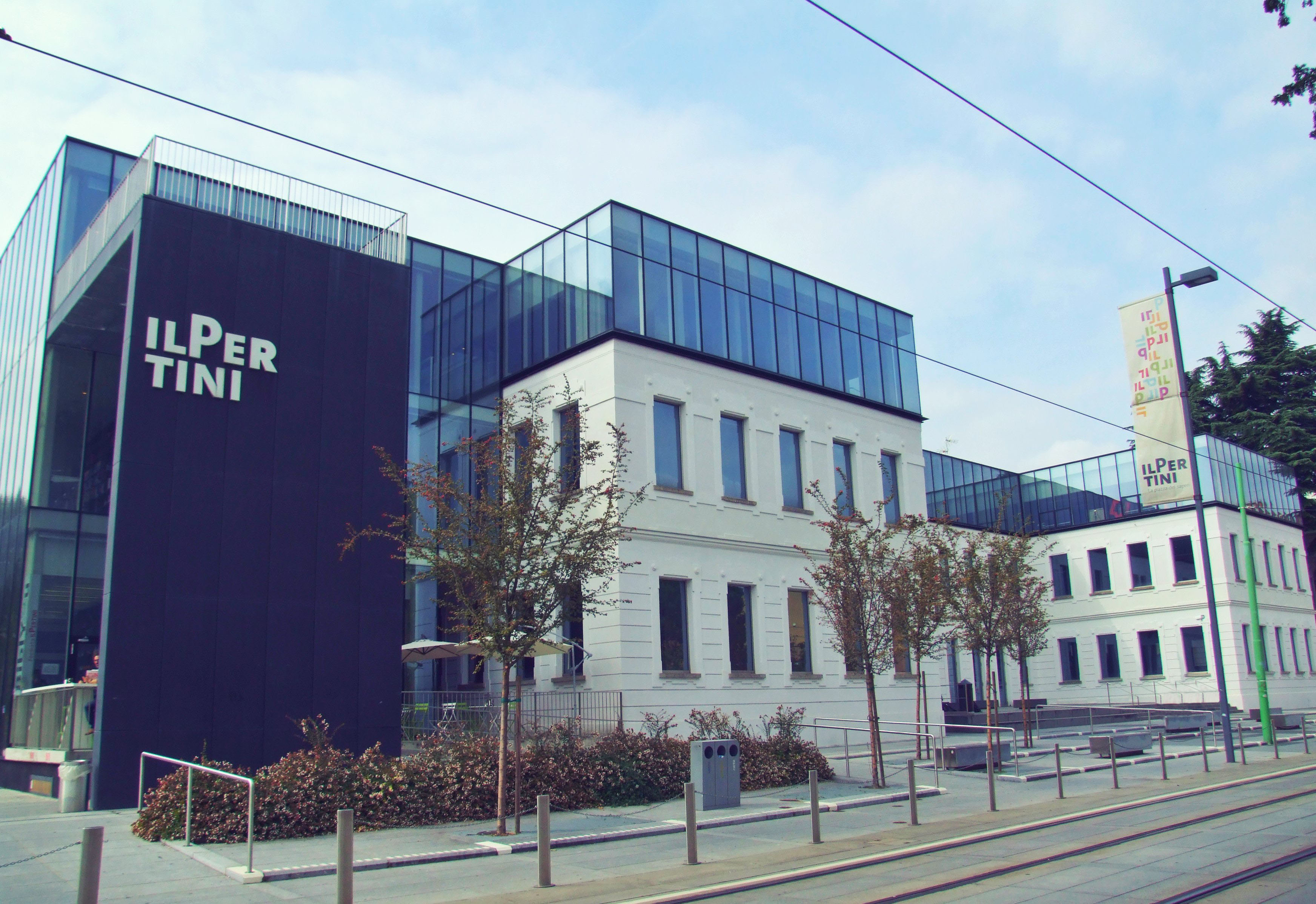
Biblioteca comunale

Storicamente la prima biblioteca a Cinisello - affiliata all'Unione Provinciale delle Biblioteche Popolari - venne istituita dal Comune nel 1921, trovando sede in un locale al pian terreno del palazzo comunale stesso. A partire dagli stessi anni sia Cinisello che Balsamo disponevano inoltre di altre due biblioteche pubbliche, gestite dalle sezioni locali della Buona Stampa, organizzazione di stampo religioso. Fu solo a partire dal 1970 che il Comune istituì una biblioteca comunale vera e propria, avvalendosi di due sedi, una a Balsamo, l'altra a Cinisello. A partire dal 1975 vennero unificate in un unico organismo, con sede nell'ala settentrionale della Villa Ghirlanda Silva, acquistata l'anno precedente dal Comune. Una seconda sede distaccata, sita in via Verga, era specializzata inoltre nei materiali multimediali.
Attualmente la biblioteca civica di Cinisello Balsamo è inserita nel sistema bibliotecario del nord-ovest Milano ed ha la sua sede nel Pertini, il nuovo centro culturale civico inaugurato nel settembre del 2012 nell'edificio della storica scuola Cadorna, di cui è stata mantenuta a titolo storico la facciata.
Il Centro Culturale Il Pertini
Dopo sei anni di lavori, ha aperto il 21 settembre 2012 il nuovo Centro Culturale Il Pertini, sito nella ex scuola Cadorna, in piazza Confalonieri. Il centro si propone secondo le intenzioni dell'amministrazione comunale come la nuova piazza per la città, in grado di costituire un'occasione di aggregazione, di incontro e di scambio, che viene avvalorata dall'offerta culturale che qui trova spazio. Oltre alla biblioteca cittadina ospita spazi per mostre, laboratori e incontri, un auditorium ed una caffetteria.

#### Scuole
In passato l'analfabetismo a Cinisello e a Balsamo era pressoché esteso alla quasi totalità della popolazione, raggiungendo ancora valori prossimi al 90% nella seconda metà dell'Ottocento. Con l'istituzione dell'obbligo di istruzione fino alla terza elementare a partire dal 1877 entrambi i paesi dovettero dotarsi di una scuola e l'indice di analfabetismo cominciò ad abbassarsi. Storicamente in città una parte di Villa Arconati venne adibita a prima sede scolastica di Cinisello, con un corso serale per ragazzi ed uno festivo per ragazze. Successivamente le scuole cittadine vennero trasferite nell'ala meridionale di Villa Ghirlanda Silva, dove sarebbero rimaste fino al 1910, anno in cui venne eretto un apposito edificio scolastico a lato del Municipio. L'esigenza di proseguire gli studi fino alla quinta elementare cominciò a farsi sentire solo a partire dai primi anni del Novecento, e quei pochi che decidevano di frequentarla si appoggiavano a Sesto. Con l'innalzamento dell'obbligo scolastico, avvenuto nel 1923, le due strutture scolastiche dei due paesi si adeguarono istituendo le classi mancanti.
Nel 1938 Cinisello Balsamo si dotò della sua prima scuola di avviamento professionale, l'istituto Padre Reginaldo Giuliani. La situazione delle scuole si mantenne sostanzialmente invariata fino al dopoguerra, in seguito al quale con la netta crescita demografica che investì la città, questa si dotò di numerose strutture scolastiche, di ogni ordine e grado, in grado di rispondere pienamente alle esigenze della cittadinanza.
L'ex scuola elementare Luigi Cadorna
Non potendo disporre come nel caso di Balsamo di contributi da parte di benefattori, il Comune dovette ricorrere a due prestiti presso la Cassa Depositi e Prestiti per poter realizzare la struttura. La nuova scuola venne realizzata nel 1910 a fianco del Municipio: sviluppata su una pianta a ferro di cavallo, misurava due piani fuori terra e contava sedici aule ampie e luminose. Venne intitolata nel 1924 a Luigi Cadorna, insignito in quell'anno dell'onorificenza di Maresciallo d'Italia.
Nel corso della Seconda guerra mondiale i locali sottostanti l'edificio vennero adibiti a rifugio, vista la penuria di rifugi antiaerei in città. Nei giorni della Liberazione la scuola diventò sede del comando distaccato della 119ª Brigata Garibaldi SAP, mentre il Comitato di Liberazione Nazionale si insediò nel vicino Municipio. La sera del 29 aprile 1945 tuttavia i festeggiamenti per Liberazione vennero bruscamente interrotti da alcuni spari all'interno dei corridoi della scuola: moriva così inspiegabilmente il vice-comandante della Brigata, Giuseppe Carcassola, detto Mino o Minotto, ucciso con tre colpi di arma da fuoco. Si parlò inizialmente di suicidio, successivamente smentito una volta che vennero accertate le dinamiche dell'omicidio. Tuttavia questo rimase irrisolto, né si riuscì mai a trovare il colpevole.
Dismessa nel corso degli anni ottanta, venne adibita per qualche tempo a sede di alcuni uffici comunali; verso la metà degli anni novanta venne definitivamente abbandonata, in attesa dei lavori di conversione nel nuovo Centro Culturale Il Pertini, conclusi nel 2012.

La scuola Filippo Corridoni fra il 1928 e il 1930.

L'ex scuola elementare Filippo Corridoni
La scuola elementare di Balsamo aveva sede dal 1920 ai piani bassi del vecchio municipio, in attività fino al 1928, anno dell'unificazione di Balsamo con Cinisello. Nel 1930 l'edificio venne rialzato di un piano, assumendo l'aspetto attuale. Qui negli ultimi mesi del 1943 si stabilì un plotone di soldati del 108º Artiglieria. La mattina del 12 settembre, domenica, mentre la popolazione si trovava raccolta nel santuario per la Messa, un reparto delle SS prese possesso delle scuole con automezzi e carri armati, facendo prigionieri i soldati e gli ufficiali che ancora vi si trovavano all'interno. Molti di loro riuscirono tuttavia a fuggire trovando accoglienza e copertura presso alcune famiglie del paese.
Le normalità attività scolastiche ripresero alla fine della guerra; nel 1958 le scuole vennero trasferite nel nuovo edificio appena costruito di piazza Costa.

#### Il Centro Scolastico del Parco Nord
Il Centro Scolastico del Parco Nord viene inaugurato nel 1977 per raccogliere tre istituzioni scolastiche: all'epoca un liceo scientifico, un istituto tecnico industriale ed un istituto tecnico commerciale a cui successivamente si aggiunse un liceo classico. Attualmente sono attivi tre istituti di istruzione secondaria superiore: Casiraghi, Montale, Cartesio.
L'Istituto di Istruzione Superiore “Giulio Casiraghi” nasce nell'a.s. 1997/98 dall'aggregazione del Liceo Scientifico “Giulio Casiraghi” e del Liceo Classico “Giacomo Leopardi” di Cinisello Balsamo. Dall'anno scolastico 2013-2014 l'offerta formativa dell'Istituto si amplia con l'attivazione del Liceo Linguistico.
Situato all'interno dell'edificio che ospita il Centro Scolastico del Parco Nord, fin dalla sua istituzione a Sesto San Giovanni, la scuola ha assunto la fisionomia che ancora conserva di punto di incontro tra Milano e l'hinterland Nord. La memoria di una componente culturale storicamente importante del territorio è conservata nel nome di Giulio Casiraghi, partigiano sestese ucciso in Piazzale Loreto il 10 agosto del 1944.
L'Istituto di Istruzione Superiore "Eugenio Montale" nasce nel 1977 come Istituto tecnico commerciale per poi offrire vari corsi di studio come il corso di Moda,il corso dedicato al Turismo e l'indirizzo dedicato all'Informatica,l'istituto è intitolato al celebre poeta Eugenio Montale(1896-1981).
L'Università di Milano-Bicocca (sede di Villa Forno)
Il 24 aprile 2009 è stato inaugurato a Cinisello Balsamo il nuovo polo dell'Università della Bicocca, ospitato nella restaurata Villa Di Breme Gualdoni Forno, concessa dall'amministrazione comunale all'università. La sede distaccata, definita centro di alta formazione Universiscuola e classificata come edificio U46 è sede di attività di ricerca, aggiornamento e master. Oltre alle aule ordinarie e alle aule studio, sono attivi i servizi di WiFi, di internet point, una biblioteca e una libreria; a questi si aggiunge infine un bar, accessibile a tutta la cittadinanza.

#### Musei

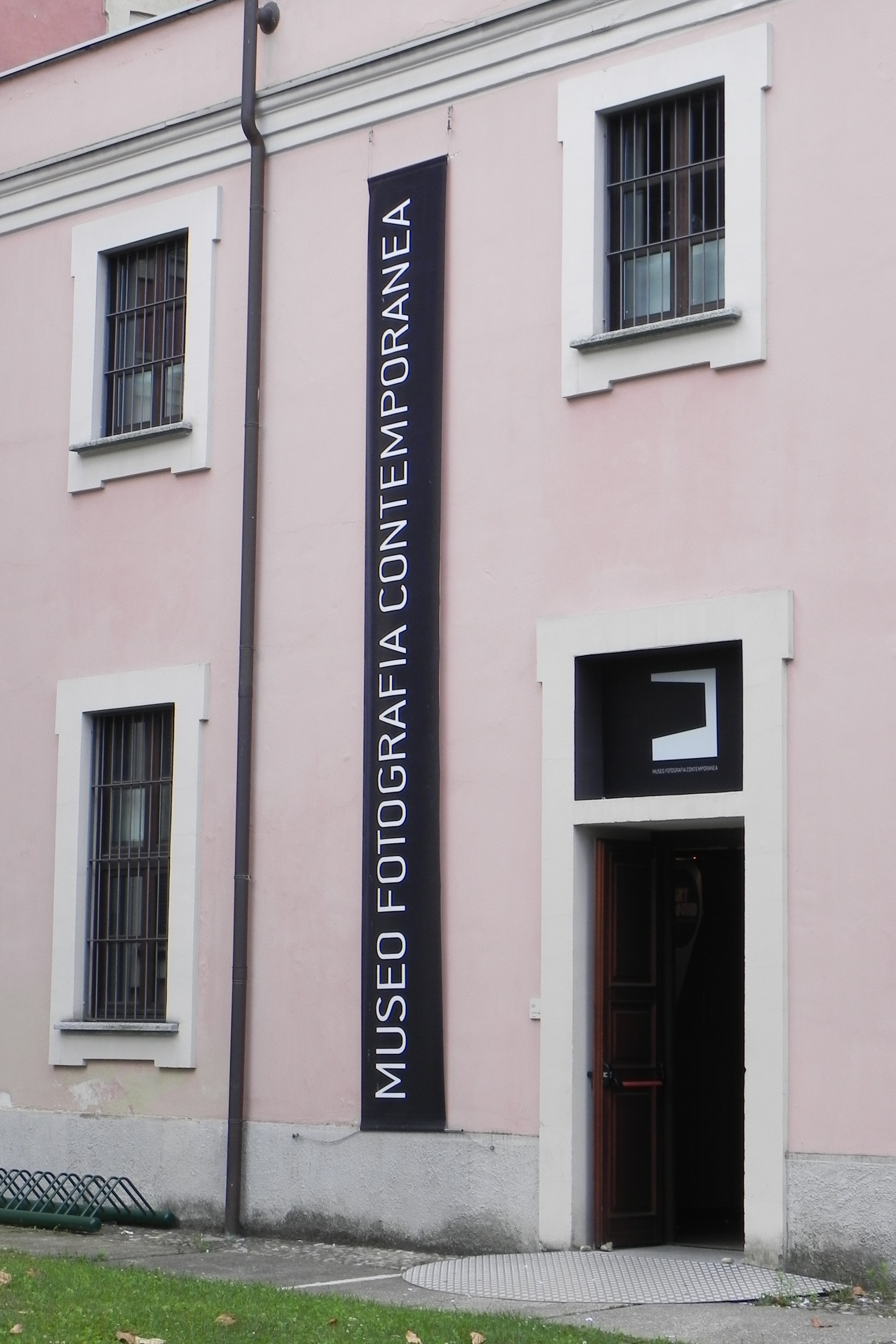
L'entrata del museo.

Il Museo di fotografia contemporanea
Il Museo di Fotografia Contemporanea viene inaugurato il 3 aprile 2004, all'interno dell'ala sud (completamente ristrutturata e adeguata al suo nuovo impiego) di Villa Ghirlanda. Gli spazi del museo si articolano su quattro livelli: un primo piano in cui sono presenti la ricezione, la libreria, la biblioteca e una sala conferenze; un secondo piano in cui trovano spazio la collezione permanente e gli archivi; un terzo piano predisposto per le mostre temporanee; un quarto piano adibito ad uffici e laboratori di catalogazione. È gestito a partire dal 2005 da una fondazione alla quale partecipano il Comune di Cinisello Balsamo e la Provincia di Milano, in collaborazione con un partner privato, la Epson Italia.
Il Museo di Fotografia Contemporanea svolge ad oggi servizi di vario tipo, che comprendono il supporto e il coordinamento scientifico in interventi sul patrimonio fotografico, mettendo a disposizione metodi e tecniche di conservazione e catalogazione dello stesso. Mette inoltre a disposizione gli spazi museali per incontri, mostre e convegni, promuovendo progetti didattici e attività di divulgazione.

#### Teatri e cinema
A Cinisello Balsamo è ancora attiva una sala cinematografica: il Cinema Teatro Pax, facente capo alla parrocchia di Sant'Ambrogio. A partire dal 1976 all'interno del parco di Villa Ghirlanda Silva si tiene ogni estate (da giugno a settembre) l'ormai consueto appuntamento del Cinema nel Parco, ossia la proiezione serale dei film della stagione passata a prezzi ribassati.

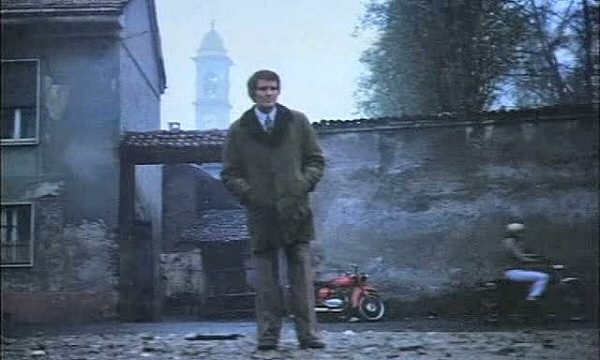
Un fotogramma tratto dal film Delitto d'amore (1974), di Luigi Comencini. In primo piano davanti al campanile di Balsamo, Giuliano Gemma.

#### Cinisello Balsamo nel cinema
Nel corso del 1973 il centro di Balsamo venne interessato dalle riprese di Delitto d'amore, film di Luigi Comencini che sarebbe poi uscito l'anno successivo. In quegli anni il centro di Balsamo stava subendo pesanti demolizioni che interessavano il suo tessuto più storico: il regista Luigi Comencini si recò pertanto dall'allora sindaco Enea Cerquetti per chiedergli suggerimento nella scelta della più adatta location che si potesse prestare al suo film. La scelta ricadde così sulle due corti fatiscenti che si trovavano fra la via Cadorna e la via Martinelli, la cui demolizione venne appositamente ritardata di qualche tempo per consentire le riprese del film.
Alcune riprese del film furono girate inoltre lungo la via dei Partigiani, la via Stalingrado con la chiesa di San Pietro Martire e in piazza Gramsci, all'angolo con la via Cavour: queste suscitarono notevole interesse e curiosità fra gli abitanti di Cinisello Balsamo, alcuni dei quali vennero impiegati direttamente come comparse.

#### Musica
Cinisello Balsamo è la città dove sono vissuti i rapper Sfera Ebbasta e Vegas Jones, e viene spesso citata nelle loro canzoni.

### Media
Dal 1978 è presente sul territorio comunale il periodico d'informazione locale La Città, a cura della sinistra locale: a cadenza quindicinale e distribuzione gratuita, conta una tiratura di 34 000 copie ad edizione. A questo si è affiancato negli ultimi anni Il Diario del Nord Milano, testata giornalistica del Gruppo Caltagirone, distribuita gratuitamente nei comuni di Sesto San Giovanni, Cinisello Balsamo, Cologno Monzese, Bresso, Cormano, Paderno Dugnano e Cusano Milanino, con periodicità quindicinale e una tiratura di 100 000 copie.
Storicamente Il Cittadino di Monza dedicava alcune pagine dell'uscita domenicale (Il Cittadino della domenica) alle notizie locali di Cinisello Balsamo. Il 29 aprile 1928 annunciava che per interessamento del podestà Alberto Monti, Balsamo aveva il suo telefono pubblico, al quale sarebbe seguito nel giro di breve tempo anche quello a Cinisello. L'inserto del Cittadino della domenica tuttavia cessò nel 1957, quando venne sostituito dal settimanale Luce. Quest'ultimo, di estrazione cattolica, ebbe particolare diffusione fra il 1958 e il 1975, pur dedicando anch'esso alle notizie locali solo alcune pagine. Dal 1975 venne sostituito a sua volta da Città Nostra, anche questo di estrazione cattolica, che avrebbe tuttavia lasciato il posto al più fortunato La Città.

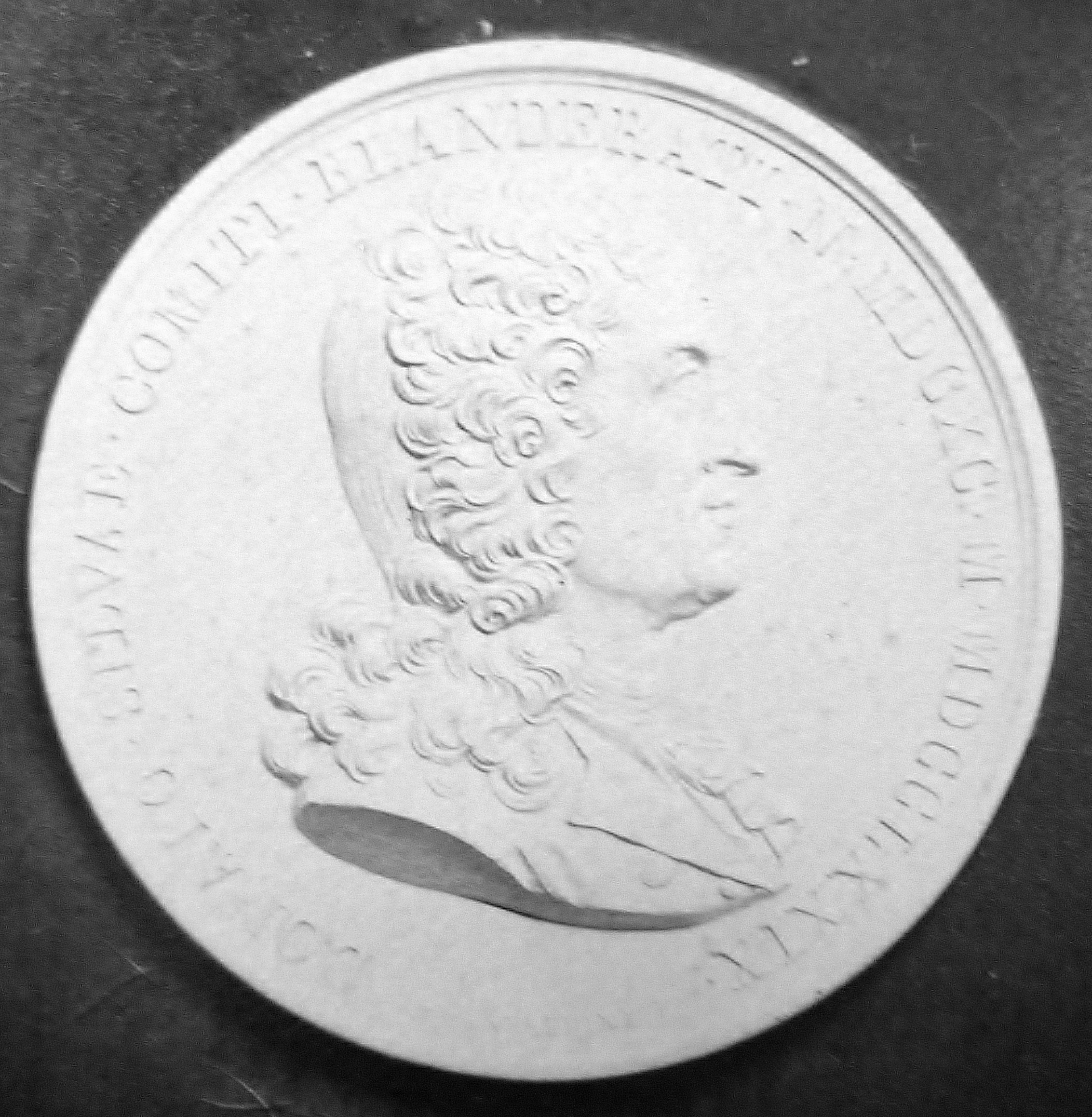
Donato II Silva

### Eventi

#### La spiga d'oro
Il 17 ottobre 1972 Cinisello Balsamo viene insignita del titolo di città. In occasione del quindicesimo anniversario di tale riconoscimento, l'amministrazione comunale decide di istituire un'apposita onorificenza da assegnare a quanti - singoli cittadini, associazioni o enti - col proprio operato hanno reso lustro alla città.

## Geografia antropica

### Suddivisioni storiche
Oltre ai principali centri di Cinisello e Balsamo, storicamente il territorio era ripartito in diverse altre frazioni, la maggior parte delle quali individua oggi alcuni dei quartieri che compongono la città.

Storica immagine della frazione Bettola (Balsamo); si notino in primo piano i binari della storica tranvia Milano-Monza.

Storica immagine della frazione Crocetta (Balsamo); si noti in primo piano la croce stazionale ancora oggi esistente, che ha dato il nome alla località.

#### Bellaria
Già frazione di Cinisello, era posta a nord-ovest dell'abitato, a metà strada con Milanino. Attualmente indica il corrispondente quartiere posto a nord ovest del centro della città.

#### Bettola
Già frazione di Balsamo, era posta all'estrema periferia est del territorio comunale. La prima notizia storica attestata risale a un documento del 1761 della pieve di Desio, in cui viene indicata «una cascina abitata da 45 anime, distante da Balsamo circa 1000 passi». Attualmente indica una zona dell'estrema periferia della città posta a ridosso del confine con Monza.

#### Cornaggia
Già frazione di Balsamo, era posta alla sua periferia est, a circa un chilometro dal centro abitato. La prima notizia storica attestata risale a un documento del 1761 della pieve di Desio, in cui viene indicata «una cascina sita a circa 500 passi dal paese di Balsamo e abitata da 81 anime». Attualmente indica il corrispondente quartiere a ridosso della statale 36. molto più commerciale e industriale che residenziale.

#### Crocetta
Già frazione di Balsamo, era collocata sulla strada per Sesto San Giovanni. A partire dagli anni cinquanta ha subito un notevole incremento demografico e un incontrollato sviluppo edilizio, che l'ha portata a diventare il quartiere più popoloso della città nel rapporto con la superficie, malgrado la posizione sfavorevole, stretta fra l'autostrada A4 e il viale Fulvio Testi.

#### Nigozza
Già frazione di Cinisello, era posta a nord del centro abitato, sulla strada per Nova. È attestata già dal 1291, anno in cui viene riportato un convento dell'ordine degli Umiliati in località Ligozza (o Negozium). Con la crescita edilizia di Cinisello Balsamo il toponimo è andato via via definitivamente scomparendo.

#### Robecco
Già frazione di Balsamo, era posta alla sua periferia nord-est, a circa due chilometri dal centro abitato. La prima notizia storica attestata risale a un documento del 1761 della pieve di Desio, in cui viene indicato che «Cascina Robecco è abitata da 81 anime e dista da Balsamo circa 1000 passi». Attualmente indica il corrispondente quartiere a ridosso della statale 36.

#### Sant'Eusebio
Già frazione di Cinisello, era collocata lungo la strada per Nova, a nord del centro abitato. L'esistenza di una cascina è attestata in documento della pieve di Desio risalente al 1788, in cui vengono indicate 43 anime; decisamente più antica è invece la chiesetta. A partire dagli anni cinquanta ha subito un consistente incremento demografico; attualmente indica il popoloso quartiere posto all'estrema periferia nord di Cinisello Balsamo.

#### Villa Rachele
Già frazione di Balsamo, era posta a sud del centro abitato, a ridosso del confine con Sesto San Giovanni. A partire dagli anni sessanta ha subito un considerevole incremento demografico, malgrado la collocazione a ridosso del viale Fulvio Testi; attualmente indica il popoloso quartiere stretto fra quest'ultimo e il confine comunale.

### Altre località del territorio
A Cinisello Balsamo sono inoltre presenti altri due quartieri, sorti in concomitanza con la crescita edilizia della città: si tratta del Borgo Misto e del Campo dei Fiori

#### Borgo Misto
Si è sviluppato spontaneamente a partire dagli anni cinquanta in un'area posta a nord-est dell'abitato di Cinisello, poco prima dell'inizio di Sant'Eusebio.

#### Campo dei Fiori
Si è sviluppato a partire dagli stessi anni di Borgo Misto nell'estrema periferia ovest della città, praticamente a ridosso di Cusano Milanino.

## Economia
Una delle attività storiche caratteristiche di Cinisello e Balsamo è stata la coltivazione di gelsi, per l'allevamento di bachi da seta (qui conosciuti come cavalee), protrattasi fino agli anni venti, per scomparire definitivamente intorno agli anni quaranta. L'importanza che questa pratica aveva in questi territori può essere desunta dal fatto che in passato avveniva un vero e proprio censimento delle piante di gelso: quello del 16 novembre 1750 riporta per esempio un numero di 961 gelsi presenti a Cinisello (per un imponibile di 70.195 scudi) e di 1.232 gelsi a Balsamo (per un imponibile di 61.025 scudi). La coltivazione dei gelsi era già praticata nel secolo precedente: nel 1637 viene riportato che la piazza comunale di Cinisello fosse già circondata da 45 gelsi.

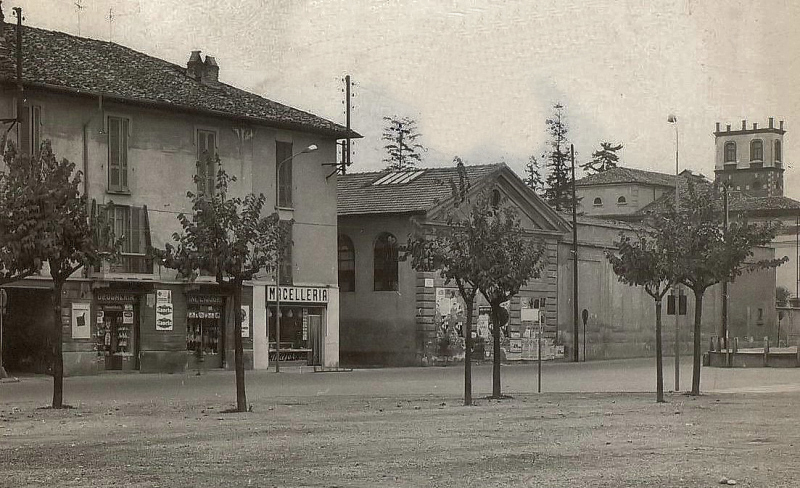
L'A.L.E.A. in piazza Gramsci; sullo sfondo la Villa Ghirlanda Silva. Si noti la macelleria, presente ancora oggi.

Fra la metà del XIX secolo e gli inizi del XX secolo si contavano sul territorio di Cinisello tre filande, una in contrada per Monza (oggi via Sant'Ambrogio), di proprietà della famiglia Cobelli, poi subaffittata; una in contrada per Bresso (oggi via Cavour), di proprietà della famiglia Gargantini; un'ultima nella piazza comunale (oggi piazza Gramsci), di proprietà inizialmente della famiglia Vitali, poi della famiglia Cighera. Quest'ultima, fondata nel 1881 si sarebbe poi specializzata nella produzione di componenti per gli essiccatoi automatici, conoscendo un successo non solo nazionale col nome di A.L.E.A..
Un'altra attività che interessava in passato il territorio cittadino era quella dell'agricoltura, praticata su quasi l'intera superficie cittadina sia a Balsamo che a Cinisello. È a partire dagli anni trenta del Novecento che la popolazione cittadina comincia ad essere attratta prima dalle fabbriche che si stavano sviluppando a Sesto San Giovanni, poi da quelle della periferia a nord di Milano. La popolazione comincia a diventare prevalentemente operaia; all'indomani della Seconda guerra mondiale comincia il fortissimo sviluppo edilizio che vede via via la città gravitare sempre di più attorno a Milano, di cui può definirsi un quartiere satellite. L'agricoltura viene quasi del tutto abbandonata e si sviluppa un fenomeno di pendolarismo fra i luoghi di lavoro, collocati al di fuori della città, e la città stessa, la cui funzione prevalente diventa quasi quella di dormitorio. Cinisello Balsamo stessa conosce comunque un deciso sviluppo della piccola industria e dell'artigianato: le ditte censite passano così dalle 341 del 1951 alle 956 del 1961, fino ad arrivare alle 2056 del 1971. Prima d'allora risultavano attive sul territorio - oltre alle già citate filande - alcune industrie che lavoravano il legname e due ditte di prodotti alimentari (un pastificio e una fabbrica di prosciutti). A partire dagli anni settanta si cercò inoltre di sviluppare ulteriori poli di produzione locale, privilegiando l'insediamento ai margini della città di alcuni distretti di produzione leggera, attivi ancora oggi sul territorio. Alla chiusura delle grandi fabbriche si assiste a una progressiva terziarizzazione degli impieghi dei cittadini.
Particolare importanza nel tessuto sociale ed economico della città di Cinisello Balsamo è stata ed è ricoperta - tanto in passato quanto ancora oggi - dalla presenza di numerose cooperative, di consumo ed edificatrici. Fra quelle di maggiore peso, ancora oggi attive sul territorio, si ricordano La Nostra Casa, fondata nel 1911 come cooperativa edificatrice e l'AUPREMA, costituitasi nel 1982 con la fusione delle storiche cooperative Aurora, Previdente e Matteotti. La cooperativa La Nostra Casa operò a partire dallo storico fabbricato edificato in via Milano (oggi via Libertà), a cui seguirono negli anni subito successivi il primo spaccio alimentare e un circolo ricreativo. Dal dopoguerra è proprietaria di Villa Arconati, divenuta sede della cooperativa, che ancora oggi opera sia nel campo dell'edilizia (con alloggi in affitto ed altri a riscatto), sia in quello alimentare, con diversi punti vendita aperti in città. Delle cooperative andate a formare l'AUPREMA, l'Aurora fu la storica cooperativa di Balsamo, attiva dal 1910 in diversi campi (dell'edilizia, di consumo, ricreativo, culturale), La Previdente fu la storica cooperativa fondata dalla Lega dei contadini nel 1903, attiva anch'essa come edificatrice, di consumo, ricreativa e culturale, la Matteotti, fu invece la più recente, nata come cooperativa di consumo e circolo ricreativo nel 1949 e solo in seguito divenuta anche edificatrice.
Nel 1993 aprì invece il primo centro commerciale cittadino, lungo il viale Brianza: CittàMercato (Gruppo Rinascente), che verrà sostituito una quindicina di anni più tardi dal ben più grosso nuovo Auchan. Altri centri commerciali aprono in città o nelle immediate vicinanze, alimentando il dibattito locale sul futuro del commercio di vicinato e sulla necessità di preservare un'identità locale di città, fatta anche attraverso la vivacità del commercio nelle sue aree centrali.

### Servizi
Servizi sanitari e assistenzialistici
Cinisello Balsamo è dotata dal 1980 di un ospedale, l'Ospedale Bassini facente capo agli Istituti clinici di perfezionamento.
È inoltre attiva sul territorio la Fondazione Ricovero e Residenza Sanitario Assistenziale "Carlo Martinelli", che opera nel campo dell'assistenza alle persone non più autosufficienti. Alla propria morte, il cavaliere Carlo Martinelli dispose un lascito destinato alla costruzione di una struttura di ricovero per i malati di tubercolosi. Riconosciuto Ente Morale nel 1932 venne convertito in istituzione di pubblica assistenza e beneficenza. Nel corso degli anni sessanta l'ente si specializza nella cura delle persone anziane in situazione di disagio e nel 1961 viene posata la prima pietra della futura Casa di Riposo, benedetta dal cardinale Giovanni Battista Montini, arcivescovo di Milano, sorta nel parco della Villa Martinelli e terminata nel 1967.
Dal 1º gennaio 2004 la struttura è riconosciuta come una ONLUS e vengono avviate importanti opere di ristrutturazione degli stabili. Oggi la Residenza Sanitario Assistenziale si articola in due edifici (la Casa di Riposo storica e la ex Struttura Protetta, inaugurata nel 1995, oltre alla storica Villa Martinelli, in cui hanno sede gli uffici e la sede legale.
La Fondazione è stata insignita della Spiga d'Oro del Comune nel 2002.
Farmacie
A Cinisello Balsamo sono presenti diciannove farmacie. Dal 1963 è presente inoltre a servizio della cittadinanza un'azienda speciale del Comune - l'Azienda Municipale Farmacie - dotata di personalità giuridica, autonomia statutaria, patrimoniale e imprenditoriale; di questa fanno parte nove delle diciannove farmacie cinisellesi. La prima farmacia cittadina invece - sorta a Cinisello - risale storicamente al 1885, mentre prima di quella data era compito stesso dell'amministrazione comunale prestare l'assistenza e i medicinali necessari alla cittadinanza.
Mercati rionali
In origine l'unico mercato cittadino si teneva nella piazza centrale di Cinisello (oggi piazza Gramsci). In seguito alla crescita della città, sono aumentati anche il numero dei mercati, fino a raggiungere il numero di cinque mercati settimanali che si svolgono regolarmente sul territorio comunale: quello di Cinisello (via Bramante, via Guardi, via Spreafico, via Madre Teresa di Calcutta) il lunedì; quello di Balsamo (piazza Costa, piazza Italia, via Mariani, via San Paolo) il venerdì; quello di Borgo Misto al confine con Sant'Eusebio (via Cilea) il sabato; quello di Campo dei Fiori (via Petrarca) il mercoledì e quello della Crocetta (viale Romagna, via Grandi) il martedì. Quest'ultimo è il più recente, essendo stato istituito sperimentalmente per un tempo di due mesi nel marzo 2011, successivamente ai quali ha trovato la propria conferma.
Servizi ambientali
Dal 1º gennaio 2007 il servizio di igiene urbana del Comune di Cinisello Balsamo viene gestito dalla Nord Milano Ambiente S.p.a., società appositamente costituita dal Comune per la gestione dei servizi ambientali. La Nord Milano Ambiente S.p.a. si occupa nello specifico della raccolta dei rifiuti solidi urbani, della raccolta differenziata (introdotta nel Comune dal 1996), della pulizia delle strade (manuale e meccanizzata) e della gestione della piattaforma ecologica cittadina.
Servizio idrico

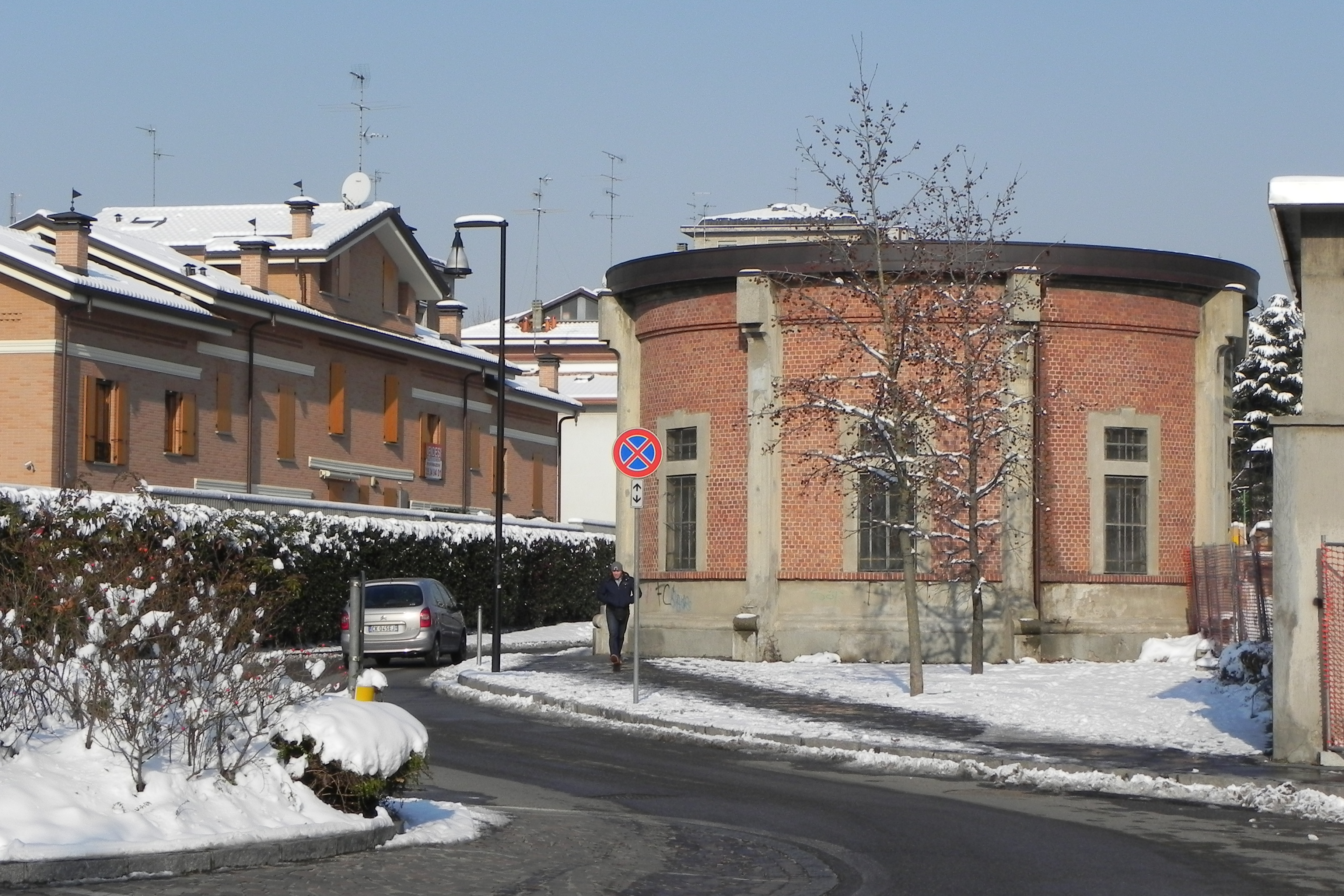
L'acquedotto civico, in via XXV aprile.

L'acquedotto cittadino venne inaugurato il 4 novembre 1931, insieme al vicino campo sportivo. L'impianto, caratterizzato da un grosso serbatoio che si sviluppava in altezza, ha dominato il panorama cittadino fino all'estate del 1988, anno in cui venne demolito. Dell'intera struttura ne sopravvive al giorno d'oggi soltanto la base.
L'acquedotto, al tempo alimentato da sedici pozzi immettenti direttamente in rete l'acqua pompata dal sottosuolo subì diversi ampliamenti fra gli anni cinquanta e gli anni sessanta. L'acqua veniva sollevata dai pozzi fino al serbatoio posto sulla sommità della torre, dal quale veniva alimentava, cadendo, l'intera rete. Alla fine degli anni ottanta vennero installati dei filtri a carbone attivo, per disperdere i contaminanti presenti in falda, tuttora in presenti all'interno della base della vecchia torre. L'acqua erogata viene controllata mensilmente dal laboratorio interno di Gruppo CAP, il Centro Ricerche Sala Azzurra. L'acquedotto oggi, alimentato anche da vari altri impianti diffusi su tutta la superficie comunale, è interconnesso con quello di Cusano Milanino e di Sesto San Giovanni.
Il 4 dicembre 2011 viene inaugurata in via Gran Sasso la prima Casa dell'Acqua del Comune di Cinisello Balsamo, una struttura a servizio della cittadinanza che distribuisce acqua naturale e frizzante proveniente dall'acquedotto cittadino.

## Infrastrutture e trasporti

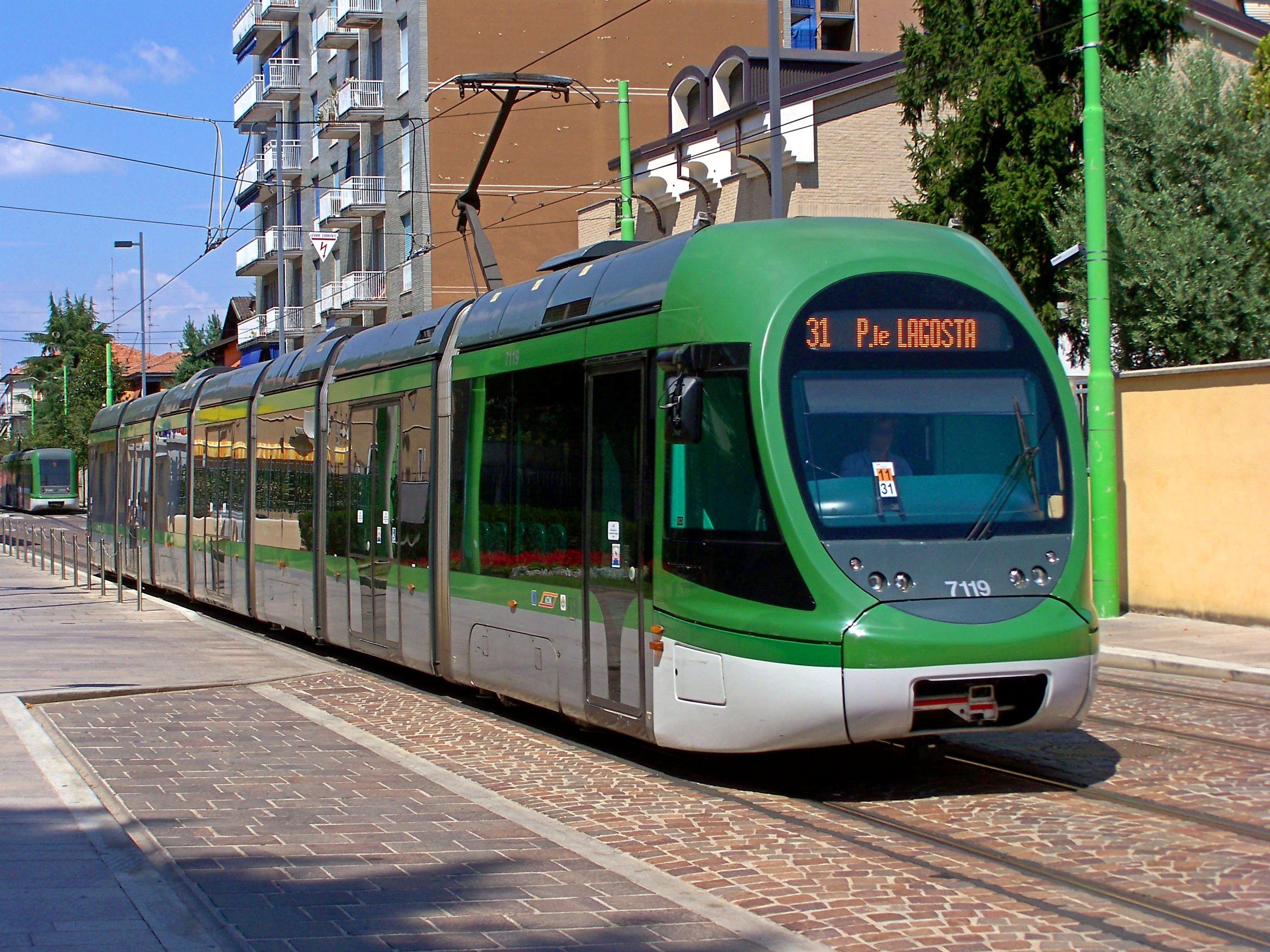
Tram ATM in via Libertà

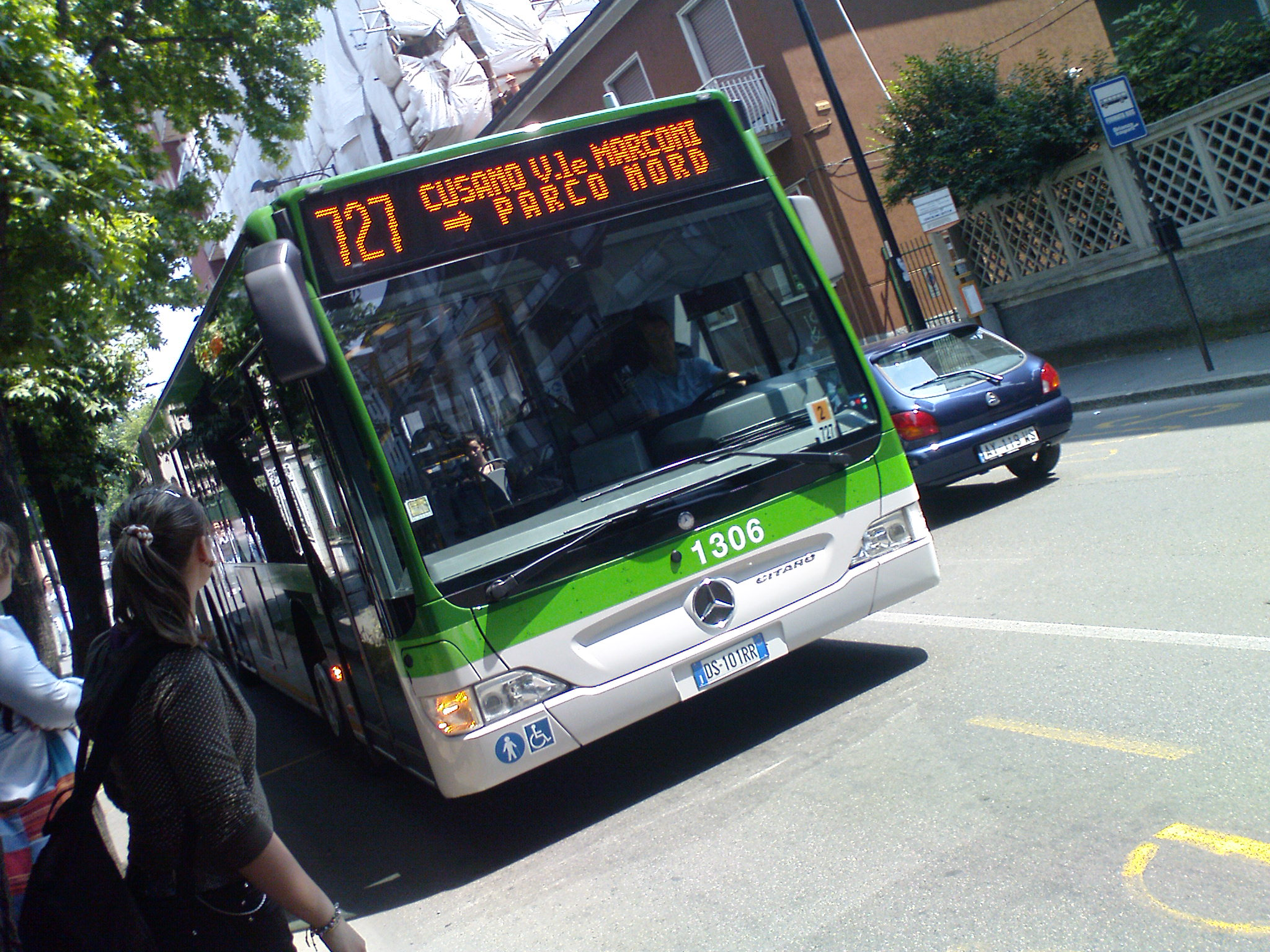
Autobus alla fermata di Monte Ortigara

Tram per Milano nel 1925

### Strade
Il territorio comunale è attraversato da due autostrade, la A4 Milano-Venezia (uno svincolo) e la A52 Tangenziale Nord di Milano (tre svincoli).
Lo sviluppo viario di viale Fulvio Testi-viale Brianza, ha assegnato alla città un ruolo di snodo strategico nel traffico veicolare della zona nord di Milano che ha favorito l'insediamento di imprese e strutture industriali e produttive medio piccole.

### Tranvie
Cinisello Balsamo è attraversata da nord a sud dalla linea 31 della rete tranviaria di Milano, che termina a Bicocca M5. La linea costeggia per un tratto il Parco Nord e corre lungo viale Fulvio Testi, passando per il comune di Sesto San Giovanni ed entrando poi in Milano, fino all'altezza di via Santa Monica. La linea fu inaugurata il 7 dicembre 2008 entrando pienamente a regime il 17 gennaio 2009.
In passato la città era altresì interessata dal passaggio delle linee Milano-Cinisello, attiva fra il 1913 e il 1957 e la tranvia Cusano-Cinisello-Monza, in funzione fra il 1890 e il 1918.

### Mobilità urbana
Cinisello Balsamo è servita da autoservizi eserciti dall'ATM e da Brianza Trasporti (gruppo Autoguidovie).

## Amministrazione
| Periodo | Periodo   | Primo cittadino   | Partito          | Carica                  | Note |
| ------- | --------- | ----------------- | ---------------- | ----------------------- | ---- |
| 1945    | 1946      | Carlo Meani       | PCI              | Sindaco                 |      |
| 1946    | 1953      | Vittorio Viani    | PCI              | Sindaco                 |      |
| 1953    | 1956      | Cesare Caimi      | PCI              | Sindaco                 |      |
| 1956    | 1960      | Vittorio Viani    | PCI              | Sindaco                 |      |
| 1960    | 1970      | Aldo Raimondi     | PSI              | Sindaco                 |      |
| 1970    | 1979      | Enea Cerquetti    | PCI              | Sindaco                 |      |
| 1979    | 1980      | Felice Riccardi   | PCI              | Sindaco                 |      |
| 1980    | 1983      | Virgilio Canzi    | PCI              | Sindaco                 |      |
| 1983    | 1985      | Elio Bosio        | PCI              | Sindaco                 |      |
| 1985    | 1991      | Vincenzo Pozzi    | PSI              | Sindaco                 |      |
| 1991    | 1994      | Carlo Lio         | PSI              | Sindaco                 |      |
| 1994    | 2004      | Daniela Gasparini | PDS              | Sindaco                 |      |
| 2004    | 2009      | Angelo Zaninello  | PRC              | Sindaco                 |      |
| 2009    | 2013      | Daniela Gasparini | PD               | Sindaco                 |      |
| 2013    | 2013      | Cristiana Cirelli |                  | commissario prefettizio |      |
| 2013    | 2018      | Siria Trezzi      | SEL/PD           | Sindaco                 |      |
| 2018    | 2023      | Giacomo Ghilardi  | LN-FI-NcI-Civica | Sindaco                 |      |
| 2023    | in carica | Giacomo Ghilardi  | LN-FI-NcI-Civica | Sindaco                 |      |

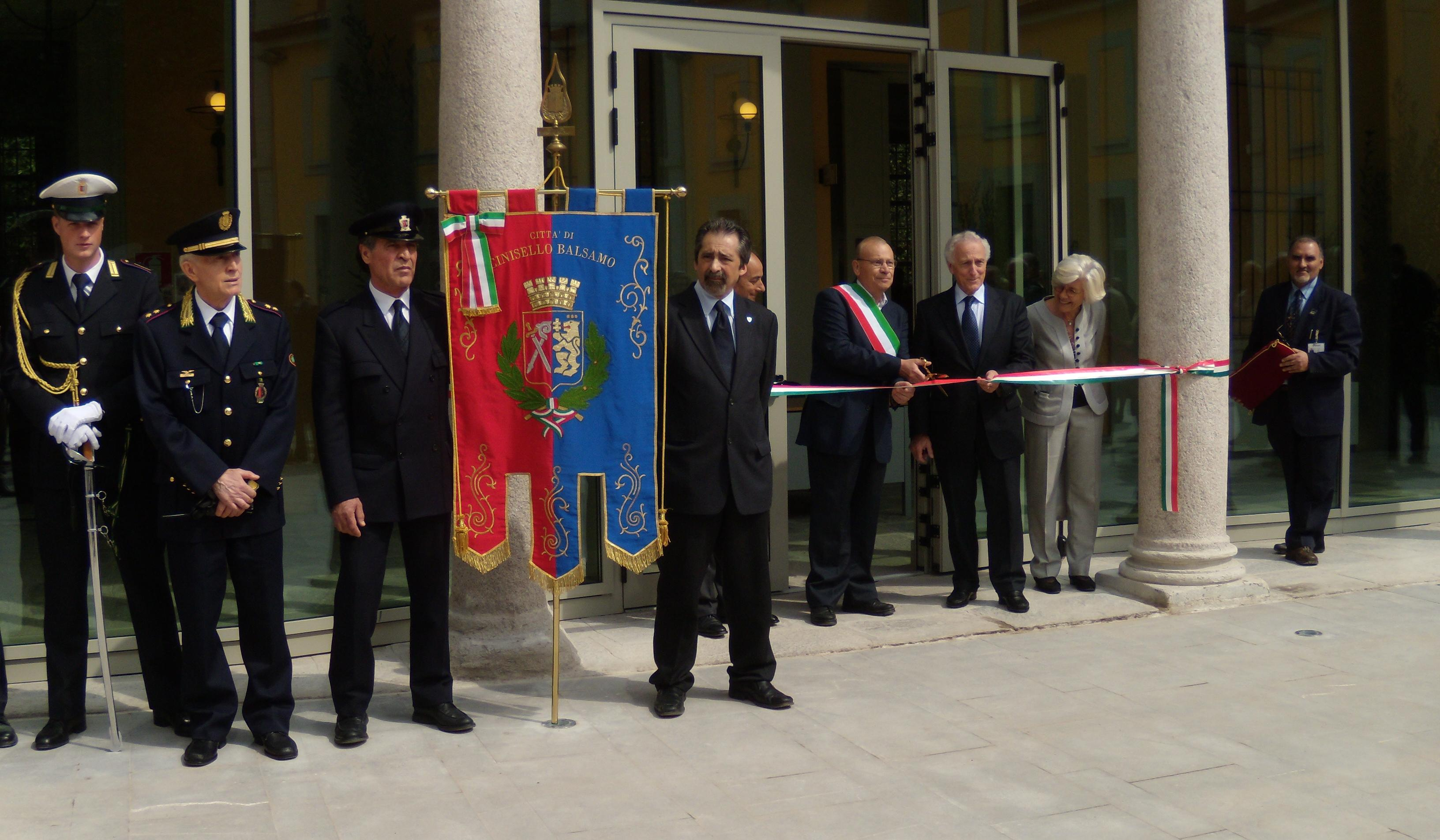
La cerimonia di inaugurazione di Villa Forno, col sindaco Angelo Zaninello, il 24 aprile 2007.

La prima figura amministrativa che resse le sorti del neonato comune di Cinisello Balsamo nel 1928 fu il commissario prefettizio conte Ferdinando Lalli, che assolse egregiamente al periodo di transizione dovuta alla soppressione delle precedenti municipalità di Cinisello e Balsamo. A questo successe la figura del podestà, introdotta dal regime fascista a partire dal 1926 con le cosiddette Leggi fascistissime. Fino al 1945 gli organi democratici del comune vennero soppressi e tutte le funzioni amministrative passarono nelle mani del podestà, nominato con Regio Decreto per cinque anni e in qualunque momento revocabile. Il podestà veniva assistito da una consulta municipali, con funzioni meramente consultive.
In seguito alla caduta del fascismo, l'amministrazione provvisoria dei comuni venne disciplinata con R.D.L. 4 aprile 1944, nº 111 che l'affidò, fino al ripristino del sistema elettivo, a un sindaco e a una giunta comunale, nominati dal prefetto su proposta del Comitato di Liberazione Nazionale. Il sistema elettivo venne ripristinato con D.L.L. 7 gennaio 1946, nº 1.

## Sport

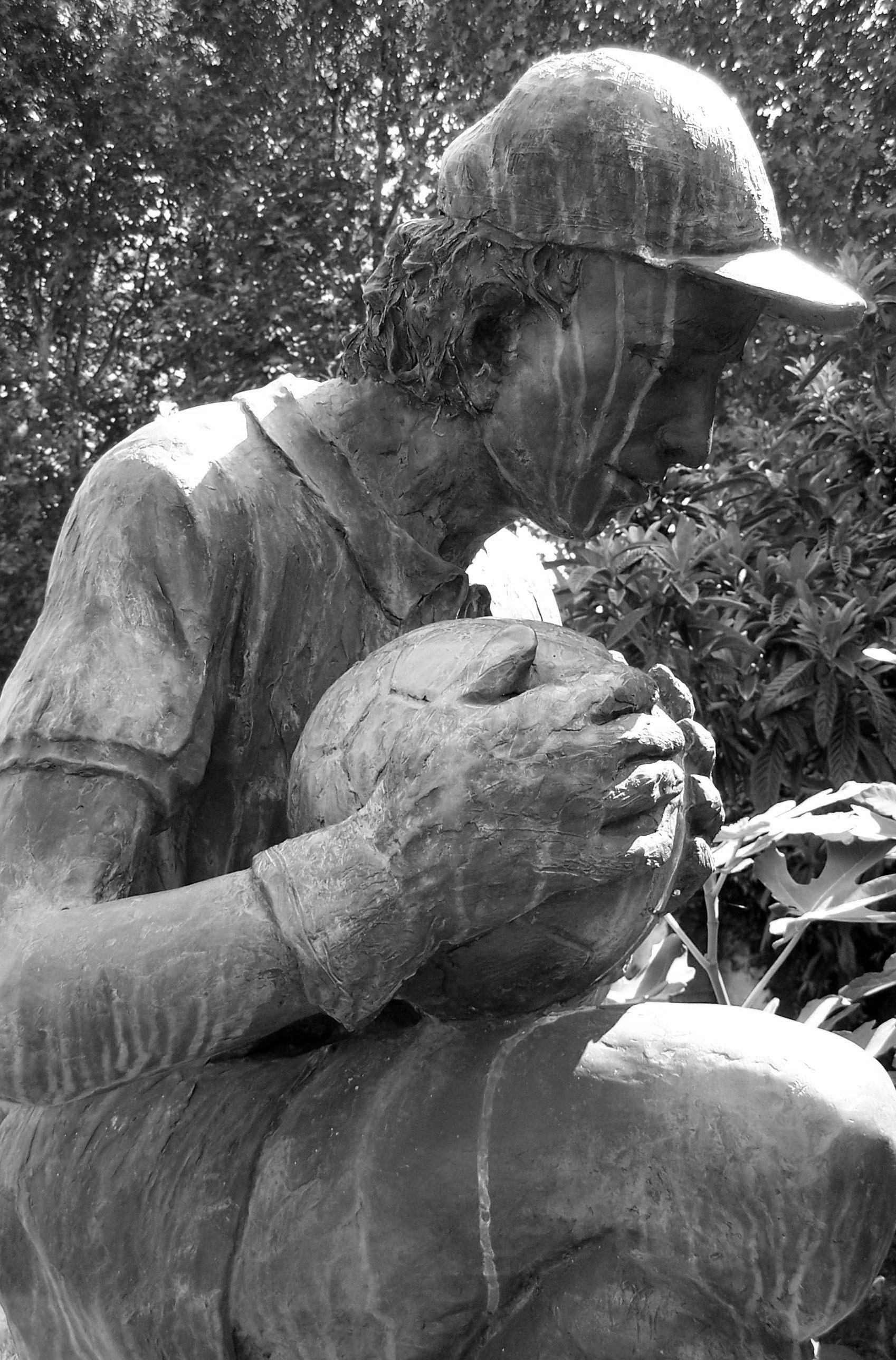
Monumento "Il calciatore"

Lo sport a Cinisello e a Balsamo fece la sua comparsa agli inizi del Novecento, limitato perlopiù alla ginnastica e al ciclismo. A partire dal dopoguerra si andarono a formare molte delle associazioni sportive tuttora presenti nella città, che favorirono la diffusione e la pratica di diverse attività come l'atletica, il nuoto, il calcio, il basket, la pallavolo e il pugilato. Nel 2022 Cinisello Balsamo è stata riconosciuta da FIDAL e ANCI come "città della corsa e del cammino".

### Impianti sportivi
Il Comune di Cinisello Balsamo dispone di due palazzetti dello sport, tre campi sportivi, quattro piscine e diverse altre strutture sportive minori. Importante, oltre al Palazzetto dello Sport Salvador Allende lo Stadio Gaetano Scirea (intitolato a Gaetano Scirea, debuttante nel locale gruppo sportivo Serenissima), che ha sostituito il precedente stadio comunale sito fra la via XXV aprile e la via Monte Ortigara, fortemente ridimensionato nel 1971 in concomitanza con la realizzazione del nuovo palazzo comunale e definitivamente chiuso e demolito nel corso del 2003. Il Centro polisportivo Gaetano Scirea, più volte ristrutturato, ha in dotazione oltre al campo da calcio a undici omologato FIGC, in erba naturale e illuminato (con tribuna coperta da 700 posti), una pista d'atletica, altri due campi da calcio a undici più piccoli, in terra battuta, due campi da calcio a sette, un campo di hockey a rotelle, due palazzine per i servizi e un bar.

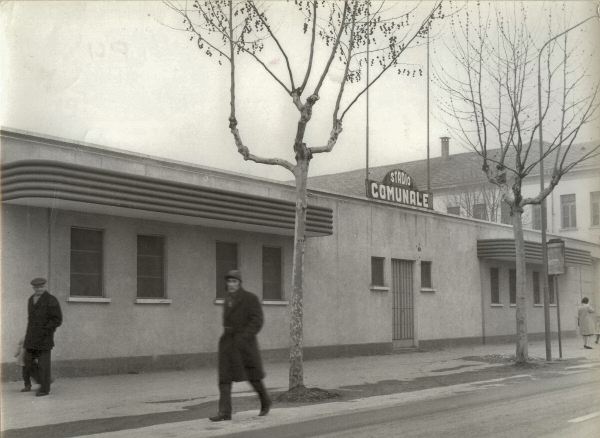
Lo Stadio Comunale visto da via Monte Ortigara.

Il campo di via XXV aprile
Il campo sportivo di via XXV Aprile venne inaugurato insieme al vicino acquedotto il 4 novembre 1931, col nome di Campo Littorio: sorgeva su una vasta area compresa fra l'omonima via (oggi via XXV Aprile), la Scuola Cadorna e il Municipio e la via Monte Ortigara. Vi si accedeva originariamente da dove oggi sorge il nuovo palazzo comunale. Era accessibile direttamente anche dalla Scuola Cadorna, da cui era separato da una semplice rete che permetteva agli alunni, attraverso un cancello, di accedere al campo.
Fu sede della Colonia elioterapica dal 1932 al 1937. Nel 1940 il Campo Littorio passò in custodia alla Gioventù Italiana del Littorio. All'indomani della guerra assunse la denominazione di Stadio Comunale; rimase in attività anche dopo il 1971, anno in cui a causa della costruzione del palazzo comunale subì un netto ridimensionamento, con lo spostamento dell'ingresso e degli spogliatoi su via Monte Ortigara. Venne chiuso definitivamente nel 2003, anno in cui venne aperta al suo posto la nuova strada che avrebbe negli anni successivi deviato il traffico da via XXV Aprile a via Monte Ortigara, intitolata poi a Marisa Musu, affiancata da un ampio posteggio.